# Нижний Тагил
Ни́жний Таги́л — город областного значения в Свердловской области России, второй по численности населения город в области после Екатеринбурга. Административный центр Горнозаводского управленческого округа. Крупный промышленный центр Урала. 
Нижний Тагил образует одноимённые административно-территориальную единицу и муниципальное образование, в состав которых помимо города входит ещё 22 населённых пункта. Одновременно Нижний Тагил является административным центром Пригородного района и соответствующего ему муниципального округа Горноуральский, в состав которых не входит.

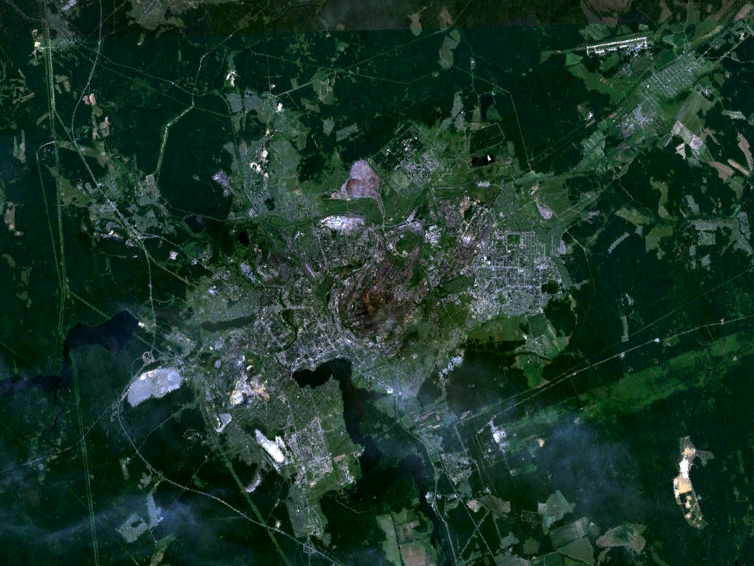
Нижний Тагил, вид из космоса

Указом Президента Российской Федерации от 2 июля 2020 года городу было присвоено звание «Город трудовой доблести».

## Этимология
Название по расположению на реке Тагил (правый приток Туры); определение «нижний» указывало на наличие выше по течению реки Тагил другого завода. Этимология гидронима «Тагил» окончательно не установлена, по оценке Е. М. Поспелова, из ряда возможных наиболее предпочтительная происходит от древнетюркского тагыл — «горная местность».
В южном диалекте мансийского языка «тагил» означает «протока», «рукав реки», «приток».

## География

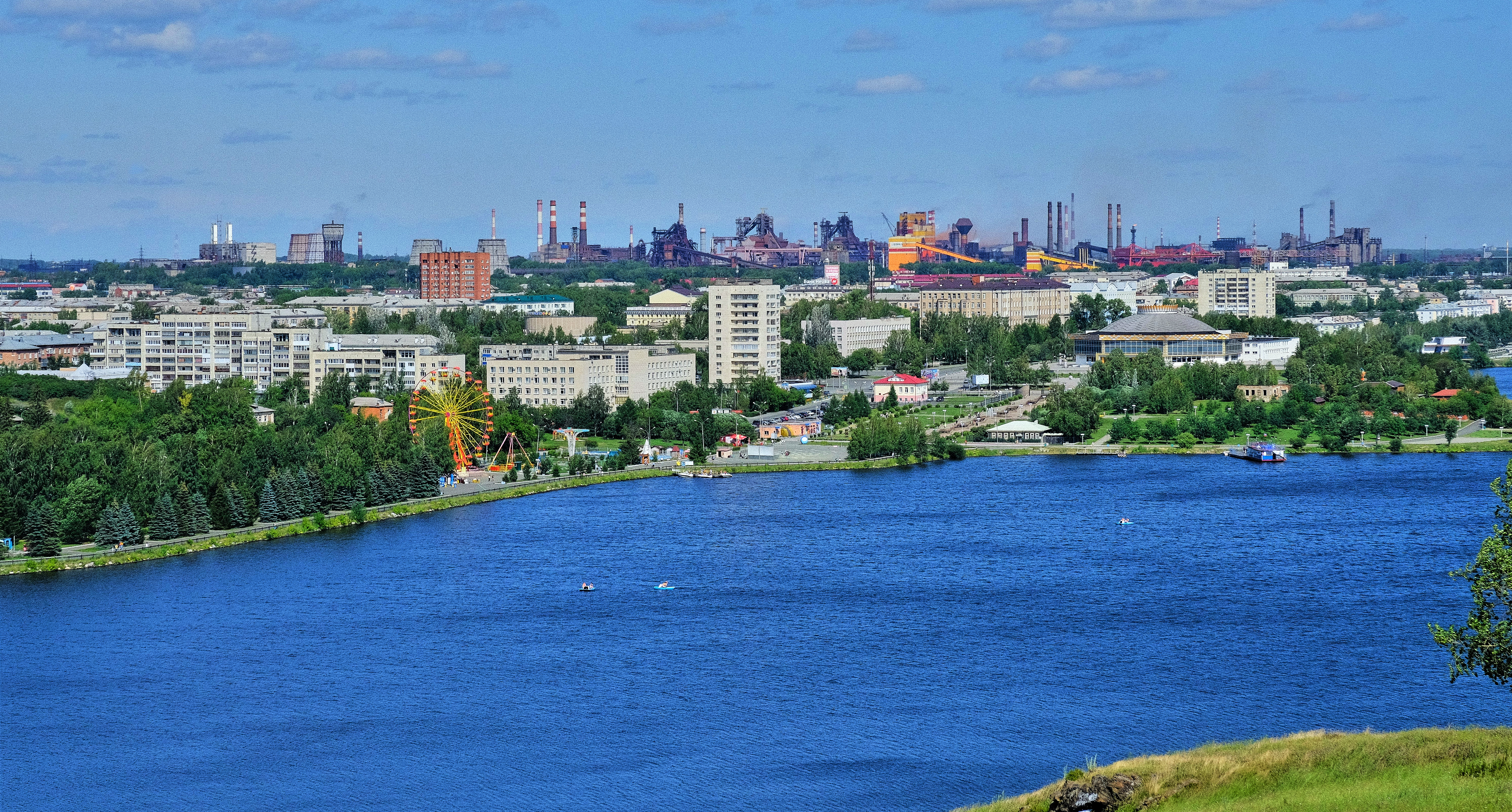
Вид на центр Нижнего Тагила с Лисьей горы

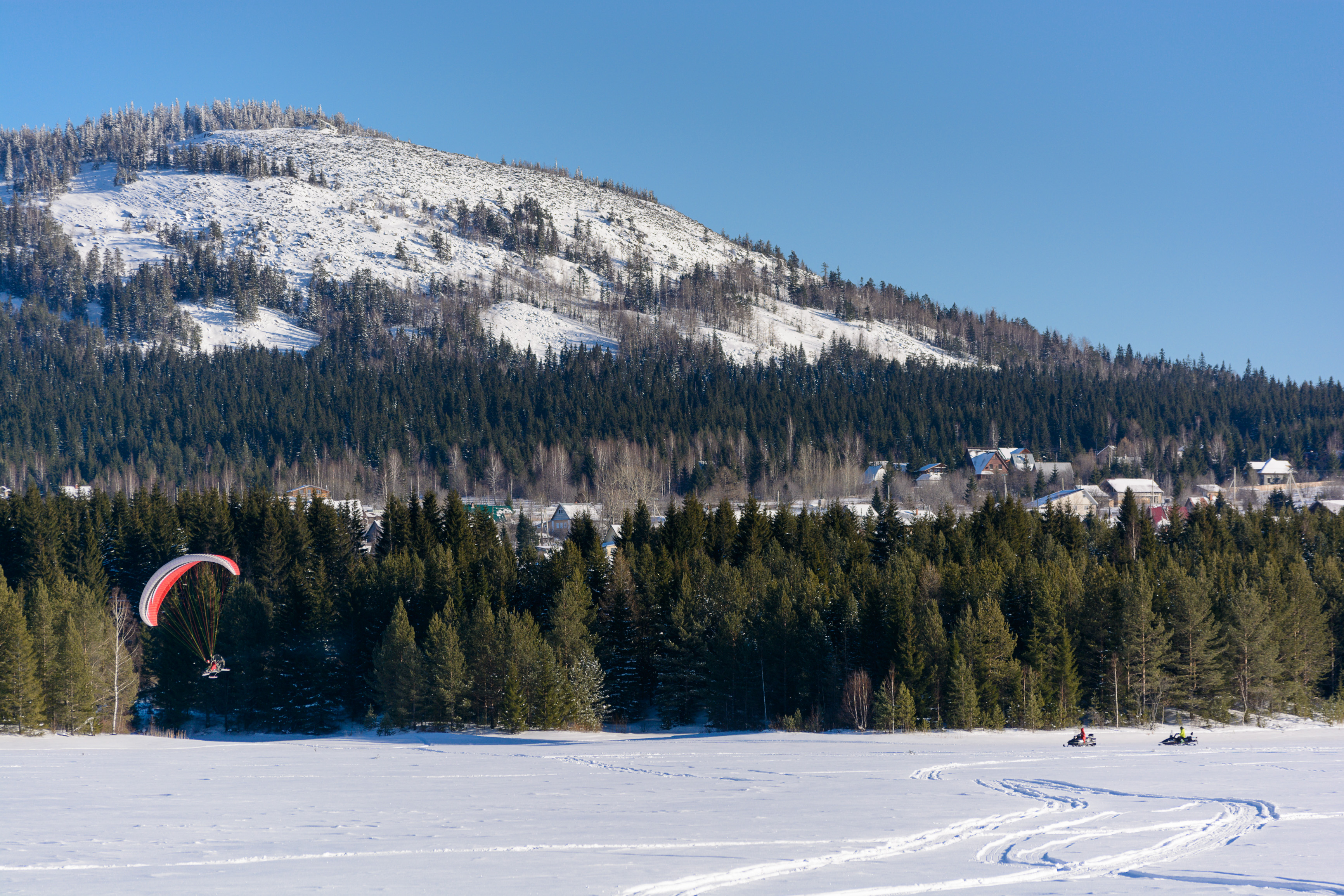
Гора Белая

Город расположен на восточном склоне Уральских гор, в 20—25 километрах от условной границы Европы и Азии, на высоте 200 м над уровнем моря, в 140 км севернее Екатеринбурга. Западная граница города проходит по горному хребту Урала (Весёлые горы).
Площадь города Нижнего Тагила составляет 298,47 км². Площадь муниципального округа — 4108 км².
К западу от города проходит главный водораздел Уральского хребта с отдельными возвышенностями и горными кряжами, протянувшимися с севера на юг. Эта часть Уральских гор называется Весёлые горы. Средняя высота гор — 400—500 метров, и лишь некоторые вершины поднимаются выше 700 м — гора Белая (712 м), Старик-Камень (755 м), Широкая (746 м). Крутые обрывистые каменные вершины — «шиханы», увенчанные скалами — «останцами», создают неповторимый пейзаж Среднего Урала. Прямо в черте города расположены горы Медведь-Камень, Высокая с карьером — на северном склоне, Долгая с комплексом трамплинов — на восточном склоне, Голый Камень, Целовальникова, Палёная, Пихтовые горы, главный символ города — Лисья гора со сторожевой башней на вершине. К востоку от города рельеф постепенно выравнивается и переходит в Западно-Сибирскую низменность.

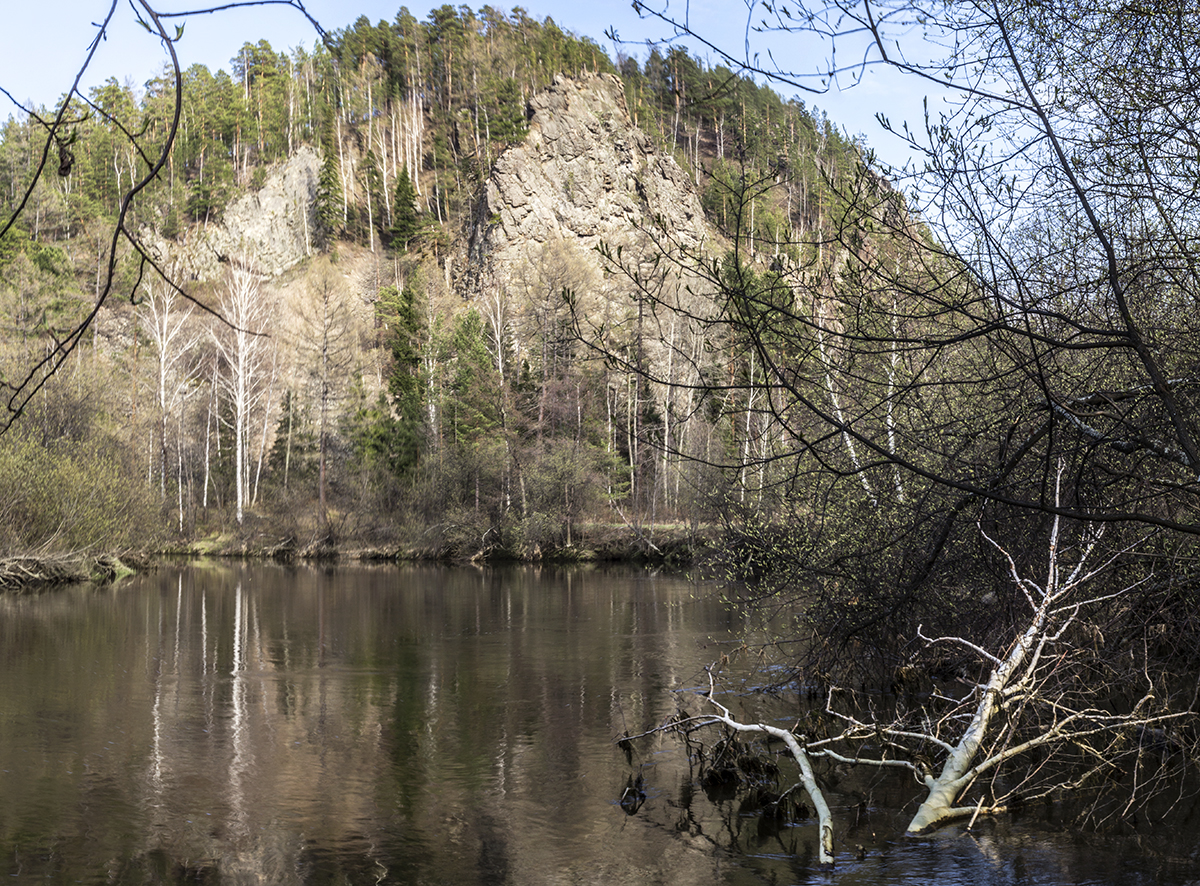
Гора Медведь-Камень

Главная река — Тагил с многочисленными притоками — впадает в реку Туру Обь-Иртышского бассейна. Нижнетагильский пруд протянулся на 16 километров, наибольшая ширина — 1,5 километра, глубина — до 12 метров. Вторая большая река Нижнего Тагила — Выя. В городской черте она запружена и образует Нижне-Выйский пруд. В пределах города, в районе Лебяжки, Выя впадает в Тагил.
Помимо Тагила и Выи, в черте города протекает 13 рек и речек: Баранча, Руш, Большая Кушва, Малая Кушва, Леба, Ватиха, Лебяжка, Вязовка, Ежовая, Гальянка, Рудянка, Черемшанка, Приказчица, Ольховка, Чёрная Катабка.

### Часовой пояс
Нижний Тагил находится в часовой зоне МСК+2. Смещение применяемого времени относительно UTC составляет +5:00. Через город пролегает 60-й меридиан восточной долготы, который является центральным меридианом четвёртого часового пояса.

### Климат
Нижний Тагил находится в зоне умеренно континентального климата с характерной резкой изменчивостью погодных условий, хорошо выраженными сезонами года. Среднегодовая температура воздуха в Нижнем Тагиле — +1,7 °С, абсолютный максимум — +37 °С, абсолютный минимум — −52 °С.
- Среднегодовая температура воздуха: 1,7 °C
- Относительная влажность воздуха: 75,1 %
- Средняя скорость ветра: 2,5 м/с

| Показатель                            | Янв.  | Фев.  | Март | Апр. | Май | Июнь | Июль | Авг. | Сен. | Окт. | Нояб. | Дек.  | Год |
| ------------------------------------- | ----- | ----- | ---- | ---- | --- | ---- | ---- | ---- | ---- | ---- | ----- | ----- | --- |
| Средняя температура, °C               | −14,5 | −12,8 | −5,4 | 2,9  | 9,8 | 15,7 | 17,8 | 14,3 | 8,3  | 1,8  | −7,9  | −11,2 | 1,7 |
| Источник: NASA. База данных RETScreen |       |       |      |      |     |      |      |      |      |      |       |       |     |

## Экологическая ситуация
На основе результатов наблюдений 2020 года уровень загрязнения атмосферного воздуха в городе Нижнем Тагиле был отнесён к категории «высокий» (в 2019 году была категория «повышенного уровня»). Наблюдается дефицит водных ресурсов необходимого качества.
Качество атмосферного воздуха
По результатам наблюдений 2020 года, уровень загрязнения атмосферного воздуха в городе является высоким. Было обнаружено превышение нормы содержания в атмосферном воздухе диоксида азота, диоксида серы, оксида углерода и аммиака. В 2020 году наблюдалось снижение среднегодового содержания в атмосферном воздухе сероводорода относительно 2019 года (с 0,12 до 0,11 ПДКмр). Среднегодовое количество в атмосферном воздухе диоксида азота (с 0,43 до 0,55 ПДКсс), диоксида серы (с 0,20 до 0,21 ПДКсс), оксида углерода (с 0,04 до 0,05 ПДКсс) повысилось.
Качество водных ресурсов
В Нижнем Тагиле наблюдается низкая величина минимального стока рек и повышенное загрязнение отдельных участков рек, что в итоге обусловило дефицит водных ресурсов необходимого качества (30—80 % объёма). На некоторых частях селитебной территории города питьевая вода подаётся без очистки. Для сохранения стабильности качества воды источников водоснабжения и предупреждения её загрязнения предусмотрена организация зон санитарной охраны. В Нижнем Тагиле хозяйственно-бытовые сточные воды города поступают на очистные сооружения ООО «Водоканал-НТ» и ПАО «Уралхимпласт». 7 июля 2020 года наблюдался экстремально высокий уровень загрязнения поверхностных вод в створах в черте Нижнего Тагила, 4 км выше впадения реки Выя, 1 км выше впадения реки Вязовки, у автодорожного моста. Количество взвешенных веществ приравнивалось к 53 мг/л.
Происшествия
21 августа 2020 года на железнодорожной станции Смычка была обнаружена утечка сжиженного пропана из цистерны из-под фланца боковой крышки. После отбуксировки цистерны в тупиковый путь сжиженный газ был перекачен в другую цистерну. Населению и окружающей среде города угрозы не было.
Выбросы загрязняющих веществ в атмосферу
На основании информации, предоставленной предприятиями — основными источниками загрязнения атмосферного воздуха в суммарные выбросы загрязняющих веществ в атмосферу от стационарных источников Свердловской области — проводилась оценка вклада данных предприятий в загрязнение атмосферы веществами.
В 2020 году уменьшили выбросы загрязняющих веществ в атмосферный воздух к уровню 2019 года: АО «ЕВРАЗ Нижнетагильский металлургический комбинат» — на 0,7 тыс. т (на 1,1 %); Нижнетагильское МУП «Нижнетагильские тепловые сети» — на 0,2 тыс. т (на 20 %); АО "Химический завод «Планта» — на 0,01 тыс. т (на 6,3 %). Увеличили: ОАО «Высокогорский горно-обогатительный комбинат» — на 3,2 тыс. т (на 8,5 %); АО «Научно-производственная корпорация „Уралвагонзавод“ им. Ф. Э. Дзержинского» — на 0,9 тыс. т (на 13,1 %); ООО «Тагилспецтранс» — на 0,2 тыс. т (5,3 %); МУП «Тагилэнерго» — на 0,1 тыс. т (на 22,2 %).
Предприятия Нижнего Тагила с максимальным объёмом образования отходов по основным видам экономической деятельности в 2020 году, тыс. т:
- ОАО «Высокогорский горно-обогатительный комбинат» — 1618,6;
- ООО «Тагильское пиво» — 11,8;
- ПАО «Уралхимпласт» — 12,5;
- АО «ЕВРАЗ Нижнетагильский металлургический комбинат» — 1250,4;
- АО «Научно-производственная корпорация „Уралвагонзавод“ им. Ф. Э. Дзержинского» — 339,5.

## История

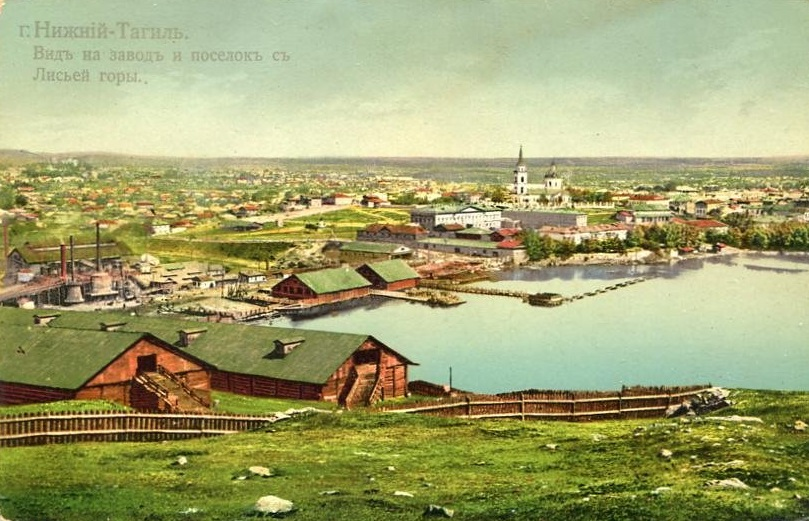
Вид на завод и посёлок с Лисьей горы, открытка начала 1900-х годов

В конце XVI века Ермак Тимофеевич устроил стоянку для своих войск в окрестностях города, у горы Медведь-камень, преодолев тем самым Европейско-Азиатский водораздел.
Гора магнитная в ясашных вотчинах вверх Тагильской волости вниз Тагила реки на левой стороне: гора поверх длиннику 300 сажен, поперёк 30 сажен, в вышину 70 сажен, в другую сторону тож, а среди горы пуповина чистого магниту…
…угожее место для завода досмотрел на реках Тагил и Выя сибирский боярский сын Михаиле Бибиков. В то же лето досмотр вели семь кузнецов и рудоплавщиков с Леонтием Новосёловым. По берегам рек лесы тёмные и боры и горы каменные и круг горы бор большой… лесу доброго для плотины строитца предостаточно…Доклад верхотурского воеводы Д. П. Протасьева царю Петру Первому, 1696 год

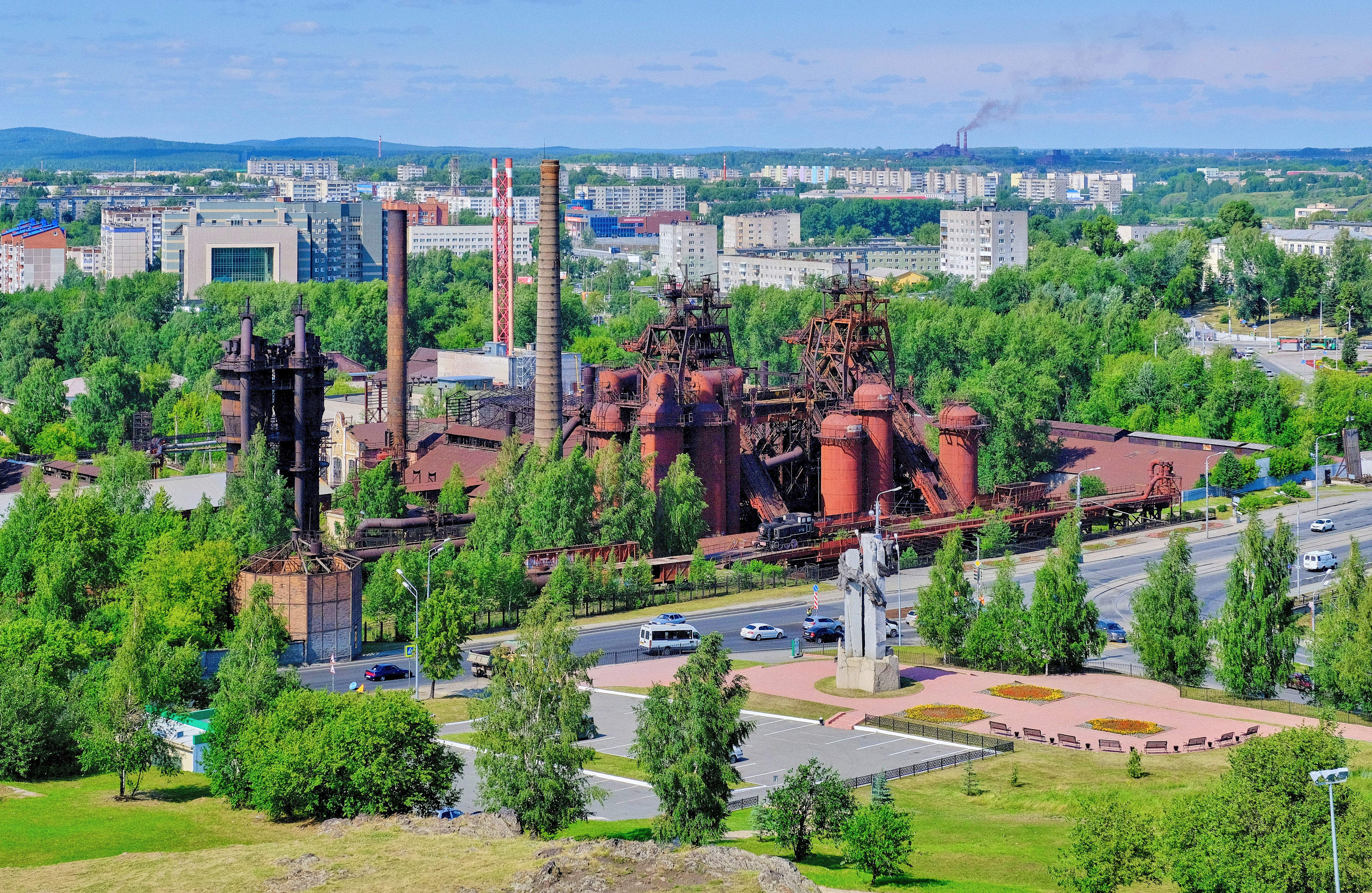
Нижнетагильский завод, ныне музей под открытым небом

В 1696 году в районе горы Высокой, а в 1702 году по берегам реки Выи сыном боярским Михаилом Бибиковым была найдена медная руда. 1696 год считается началом истории города. В 1714 году о приисках было доложено тогдашнему владельцу Уральских заводов Акинфию Демидову, вскоре после этого по указу царя Петра I им были основаны Тагильский и Выйский железоделательные заводы, и на Урале началось производство чугуна, железа и меди. Руду брали на Высокогорском, Лебяжинском и Ивановском железных рудниках. В 1737 году медная руда была обнаружена и по берегам реки Лебяжки.
8 (19) октября 1722 год считается датой основания Нижнего Тагила, когда на Выйском заводе была получена первая продукция — чугун. Основан династией Демидовых, которым до революции и принадлежали Тагильские заводы: «Верхне-Выйский» и «Тагильский». Через 3 года, 25 декабря 1725 года, выдал первый чугун Нижнетагильский железоделательный завод. В это время мировую известность получает продукция тагильских железоделательных и медеплавильных заводов, известная под товарным знаком «Старый соболь». Легенда об использовании тагильской меди при создании статуи Свободы пока не находит документального подтверждения.
Также Нижний Тагил широко известен в России своим народным промыслом тагильской росписи жестяных подносов. В 1833 году в Нижнем Тагиле крепостными изобретателями отцом Ефимом Алексеевичем и сыном Мироном Ефимовичем Черепановыми были построены первые в России паровозы. Согласно легенде в 1800 году крепостной слесарь Ефим Артамонов сделал первый в мире велосипед с педалями и рулевым управлением.
В 1807 году был образован Нижнетагильский горнозаводской округ. В него вошли заводы и рудники Демидовых. В середине XIX века существенный вклад в развитие архитектуры Нижнего Тагила внесли архитекторы А. П. Чеботарёв, К. А. Луценко и А. З. Комаров.
В 1918 году в Нижнем Тагиле в ходе Гражданской войны прошли крупные бои. Они были очень ожесточёнными и продолжались с 9 сентября по 22 октября 1918 года. В них участвовали десять тысяч солдат Красной армии и шесть тысяч воинов Белой Гвардии, на стороне которых выступали также и части Чехословацкого легиона. Установлено, что всего в сражениях за Нижний Тагил погибло около 400 чехословацких легионеров. В ноябре 2009 года, в Нижнем Тагиле открылся памятник павшим там чехословацким легионерам. На памятнике 67 имён воинов, которые удалось установить.

Статус города Нижний Тагил получил 20 августа 1919 года постановлением Екатеринбургского военно-революционного комитета: 
Нижнетагильский завод преобразовать в город Нижний Тагил, безуездный, с введением в нём городского коммунального хозяйства <…>
Город Нижний Тагил сливается в одно целое из Тагильской, Выйско-Никольской, Троицко-Александровской волостей.
В 1920—1923 годах Нижний Тагил был центром Нижне-Тагильского уезда, а в 1923—1930 годах — центром Тагильского (Верхотурского) округа.
В 1926 году в городе работали пять клубов и восемь библиотек, появился первый радиоузел. В 1930 году в городе проживало 42 тысячи человек, его жилой фонд едва превышал 220 тысяч м², 94 % домов были деревянными, 85 % — одноэтажными. В городе насчитывалось 19 начальных школ, два техникума, рабфак, два кинотеатра, две больницы с общим числом коек 126. Водопровод и канализация отсутствовали.

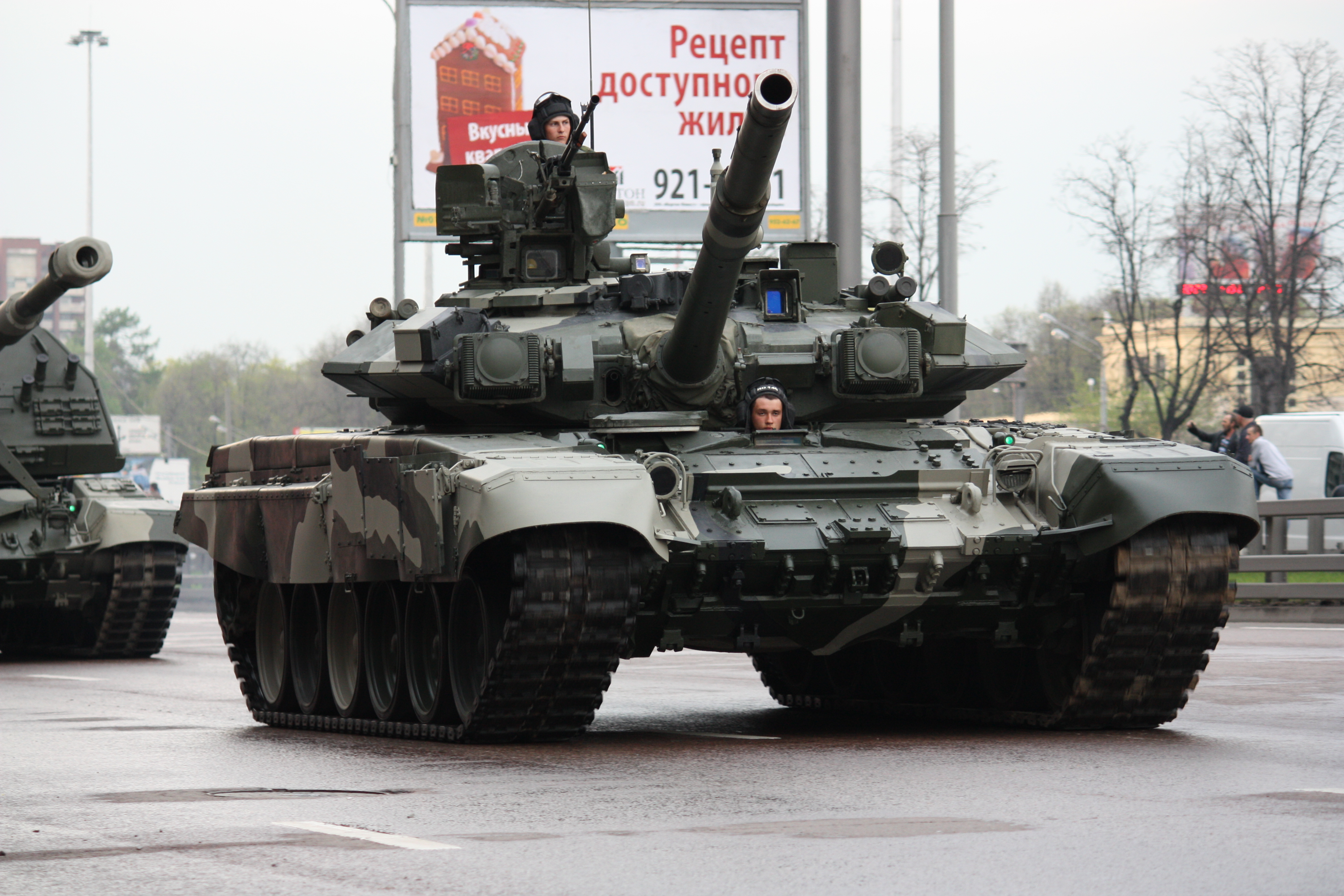
Танк Т-90С производства «УВЗ»

В 1932 году было начато строительство первых цехов «Уральского вагоностроительного завода». Через четыре года, в октябре 1936 года, с его конвейера сошёл первый грузовой вагон. В 1937 году в Нижнем Тагиле пущен первый трамвай. В 1939 году был открыт учительский институт — первое высшее учебное заведение города.
В октябре 1936 года на пленуме Горсовета большинством голосов было принято решение об обращении о облисполком о переименовании Нижнего Тагила в Орджоникидзевск. План не осуществился из-за смерти Григория Константиновича в феврале 1937 года.
В годы Великой Отечественной войны на «Уралвагонзаводе», куда было эвакуировано одиннадцать предприятий западной части СССР, была произведена бо́льшая часть всех выпущенных танков Т-34.

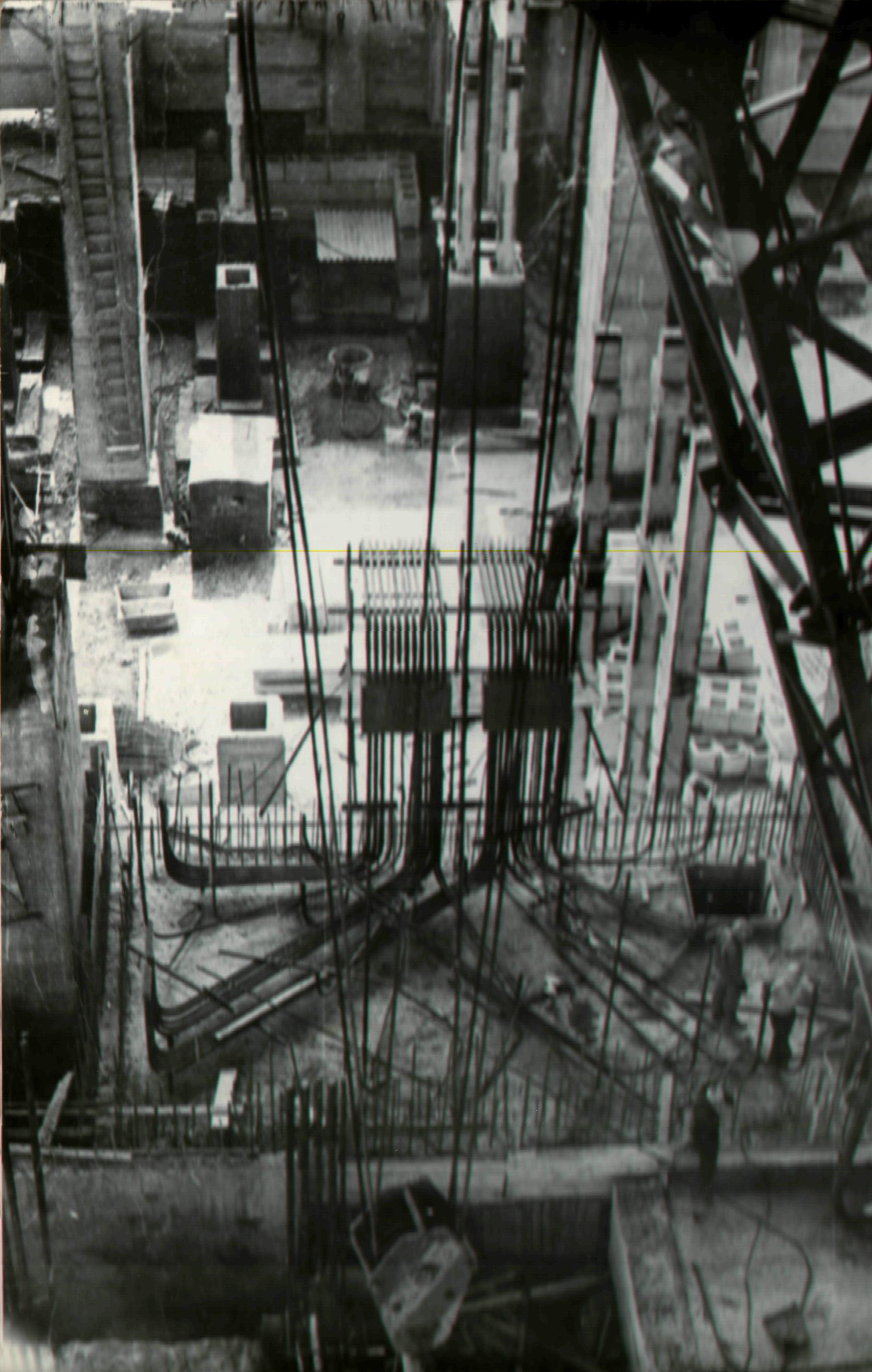
НТМК, универсальный балочный стан

В конце 1930-х годов всесоюзное объединение «Сталь» предписало «Гипромезу» начать проектирование «Ново-Тагильского металлургического завода». 1 сентября 1930 года вышло постановление Совета Народных Комиссаров СССР, обязывающее ВСХН и Госплан СССР начать строительство «НТМЗ». 17 марта 1931 года на Федориной горе, у реки Вязовки на месте строительства появился первый барак, где разместился строительный штаб. В 1932 году управление строительства завода размещалось уже в трёх бараках. К 1935 году на заводе «НТМЗ» был построен цех водоснабжения, началось строительство ТЭЦ и мартеновского и бандажного цехов. В 1936 году состоялась закладка первой мартеновской печи. В январе 1938 года начал работать автотранспортный цех, а в апреле того же года открылся цех сетей и подстанций, в мае — механический и фасонно-литейный цеха. 25 апреля 1940 года заводская ТЭЦ дала первый ток, а 17 июня заработал коксохимический цех; 25 июня того же года первая доменная печь выдала первый чугун, а 23 сентября был открыт второй мартеновский цех; 11 декабря пущена вторая доменная печь. В этом же году на Высокогорском руднике была построена обогатительная фабрика «ВЖР», добыча железной руды в 1940 году составляла 744 000 т. В 1941 году на «НТМЗ» была пущена третья домна, а на Огнеупорном заводе впервые на Урале освоена технология сталеразливочного припаса. В годы Великой Отечественной войны на старом Демидовском металлургическом заводе (им. Куйбышева) было освоено производство феррохрома. В прокатном цехе «НТМЗ» начато производство броневого листа для нужд фронта, а в доменном цехе запущена ферросилиция. В феврале 1942 года было освоено производство снарядов для фронтовых «Катюш». 25 апреля того же года на «НТМЗ» была пущена четвёртая домна. В 1943 году начал работу котельно-монтажный цех, запущены пятая и шестая домны; на коксохимическом производстве начали работать третья коксовая батарея и смолоперегонный цех, а на «ВЖР» фабрика магнитного обогащения и Гофмановская печь (на ОГЗ). В 1944 году на «НТМЗ» были построены чугунолитейный, кузнечный цеха и цех КИПа, а на «Коксохиме» запущены новые батареи. В 1945-м были запущены домнонаремонтные и паросиловые цеха.
За годы Великой Отечественной войны на Новом и Старом металлургических заводах Нижнего Тагила было выплавлено 4 278 000 т стали, произведено 532 000 т металлопроката. В годы войны «НТМЗ» выдавал около 30 % всей броневой стали в СССР. На «ВЖР» было добыто сырой руды более 13 миллионов тонн; произведено товарной руды около 8 млн тонн.
О значимости Нижнего Тагила свидетельствует и тот факт, что он был включён в число 20 городов СССР, подлежащих атомной бомбардировке, согласно первому послевоенному плану войны против СССР (План «Totality»), разработанному в США уже в 1945 году, а также включался и в последующие подобные планы.
1 февраля 1963 года Совет депутатов трудящихся города Нижний Тагил передан в подчинение Свердловскому областному Совету депутатов трудящихся.

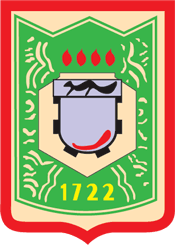
Герб (1995—2005)

1 февраля 1971 года Нижний Тагил был награждён орденом Трудового Красного Знамени «за успехи, достигнутые трудящимися в выполнении заданий пятилетнего плана по развитию промышленного производства, особенно отраслей чёрной металлургии и машиностроения».
С начала 1990-х годов в городе выпускается основной боевой танк «Т-90» (производства «Уралвагонзавод»).

## Административно-территориальное устройство

### Местное самоуправление

#### Главы
Структуру органов местного самоуправления города составляют:
- Нижнетагильская городская дума
- Глава города Нижний Тагил
- Администрация города Нижний Тагил
- Счётная палата города Нижний Тагил

Государственная власть в городе осуществляется на основании Устава города Нижний Тагил, который был принят Нижнетагильской городской думы 24 ноября 2005 года. Высшим должностным лицом является глава города, избираемый гражданами Российской Федерации, проживающими на территории Нижнего Тагила и обладающими в соответствии с федеральным законом активным избирательным правом, на основе всеобщего равного и прямого избирательного права при тайном голосовании на срок 5 лет.
28 мая 2018 года глава города Сергей Носов был назначен указом президента Владимира Путина врио губернатора Магаданской области. Временно исполняющим полномочия главы города стал первый заместитель главы Администрации города Нижний Тагил Владислав Пинаев.
Исполнительную власть в городе осуществляет Администрация города Нижний Тагил, возглавляемое главой города, и иные исполнительные органы государственной власти Нижнего Тагила. Администрация города размещается в здании на улице Пархоменко.
Законодательную власть в городе осуществляет Нижнетагильская городская дума, состоящая из 28 депутатов, избираемых жителями города по смешанной системе сроком на 5 лет. В сентябре 2017 года избрана дума седьмого созыва. Председателем Нижнетагильской городской думы является Раудштейн Вадим Анатольевич.
Для организации и осуществления контроля за исполнением бюджета города, расходованием средств внебюджетных фондов создана Счётная палата города Нижний Тагил.

### Город
Нижний Тагил делится на три внутригородских района:
- Тагилстроевский;
- Ленинский;
- Дзержинский.

Районы города являются муниципальными образованиями.

### Пригород
В составе муниципального округа город Нижний Тагил, помимо собственно города, находятся также 22 сельских населённых пункта. Посёлок Евстюниха подчинён непосредственно администрации Ленинского района, а остальные населённые пункты распределены между семью территориальными администрациями.

## Население
| 1897     | 1926     | 1931     | 1939     | 1956     | 1959     | 1970     | 1973     | 1975     | 1976     |
| -------- | -------- | -------- | -------- | -------- | -------- | -------- | -------- | -------- | -------- |
| 30 000   | ↗39 000  | ↗54 500  | ↗160 000 | ↗297 000 | ↗338 501 | ↗378 410 | ↗386 000 | ↗392 000 | →392 000 |
| 1979     | 1982     | 1985     | 1986     | 1987     | 1989     | 1990     | 1991     | 1992     | 1993     |
| ↗398 146 | ↗407 000 | ↗425 000 | →425 000 | ↗427 000 | ↗439 521 | ↘424 000 | ↗439 000 | ↘437 000 | ↘434 000 |
| 1994     | 1995     | 1996     | 1997     | 1998     | 1999     | 2000     | 2001     | 2002     | 2003     |
| ↘429 000 | ↘409 000 | ↘407 000 | ↘404 000 | ↘399 000 | ↘395 800 | ↘390 900 | ↘386 900 | ↗390 498 | ↗390 500 |
| 2004     | 2005     | 2006     | 2007     | 2008     | 2009     | 2010     | 2011     | 2012     | 2013     |
| ↘386 500 | ↘383 100 | ↘379 700 | ↘377 500 | ↘375 800 | ↘374 482 | ↘361 811 | ↗361 900 | ↘358 917 | ↘358 378 |
| 2014     | 2015     | 2016     | 2017     | 2018     | 2019     | 2020     | 2021     | 2023     | 2024     |
| ↘357 280 | ↘356 773 | ↘356 288 | ↘355 693 | ↘353 950 | ↘352 135 | ↘349 008 | ↘338 966 | ↘334 209 | ↘330 507 |
| 2025     |          |          |          |          |          |          |          |          |          |
| ↘328 157 |          |          |          |          |          |          |          |          |          |

На 1 января 2025 года по численности населения город находился на 57-м месте из 1124 городов Российской Федерации.

## Экономика
Объём отгруженных товаров собственного производства в обрабатывающей отрасли за 2007 год составил 131,8 млрд рублей.

### Промышленность

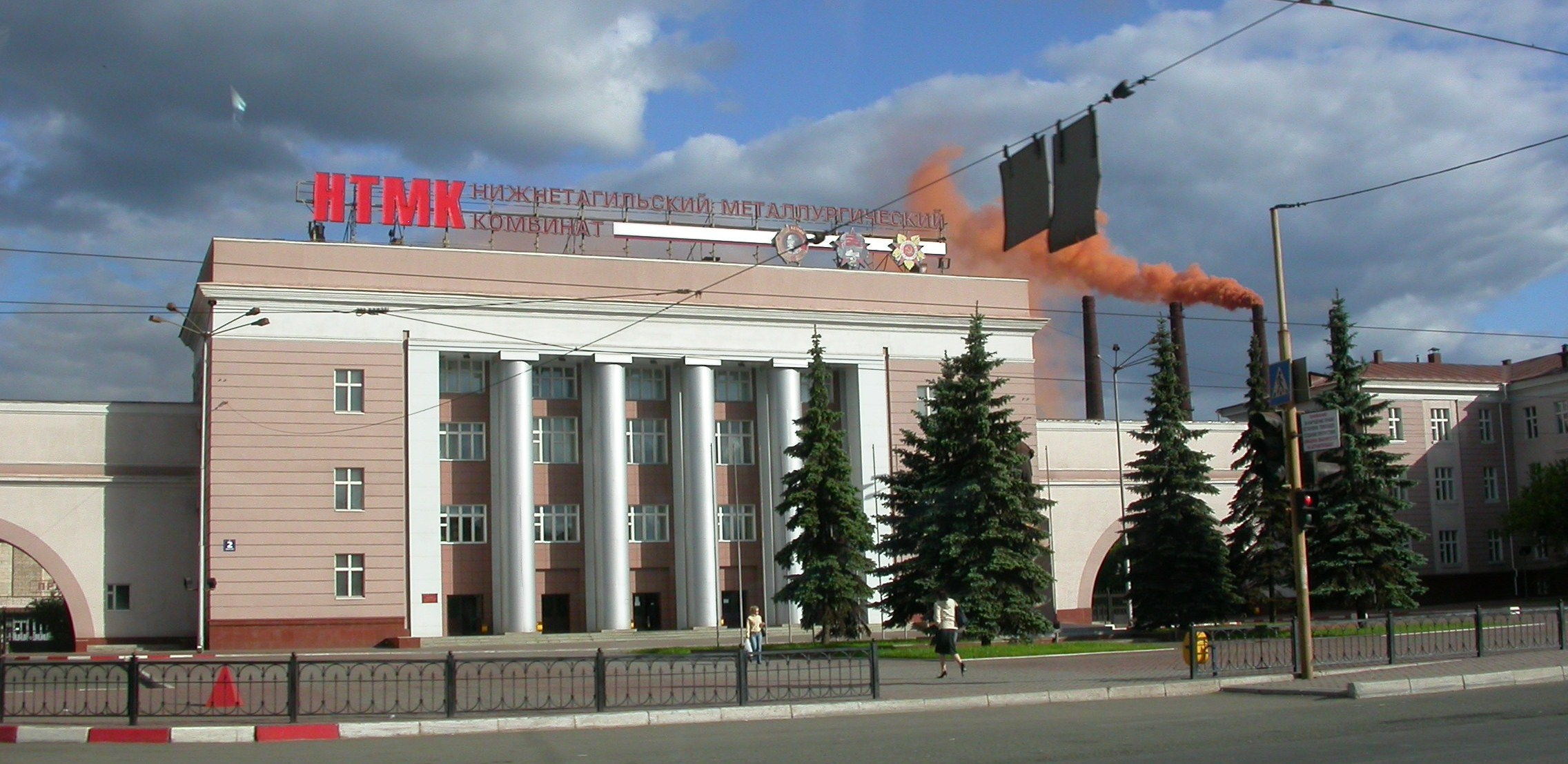
Здание администрации НТМК

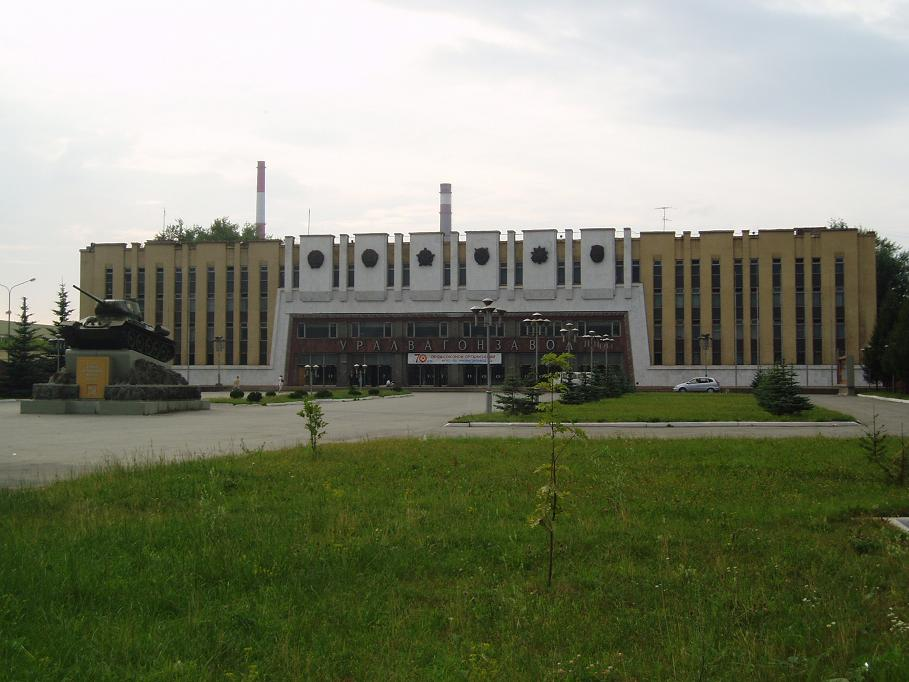
Центральная проходная УВЗ

Основные промышленные предприятия города:
- НТМК — АО «Нижнетагильский металлургический комбинат»
- «Уралвагонзавод» (УВЗ) — АО НПК «Уральский вагоностроительный завод»
- УХП — ПАО «Уралхимпласт»
- ВГОК — ОАО «Высокогорский горно-обогатительный комбинат»
- ВМЗ — «Высокогорский механический завод»
- НТЗМК — ООО «Нижнетагильский завод металлических конструкций»
- АО "ХЗ «Планта» — АО "Химический завод «Планта»

### Туризм

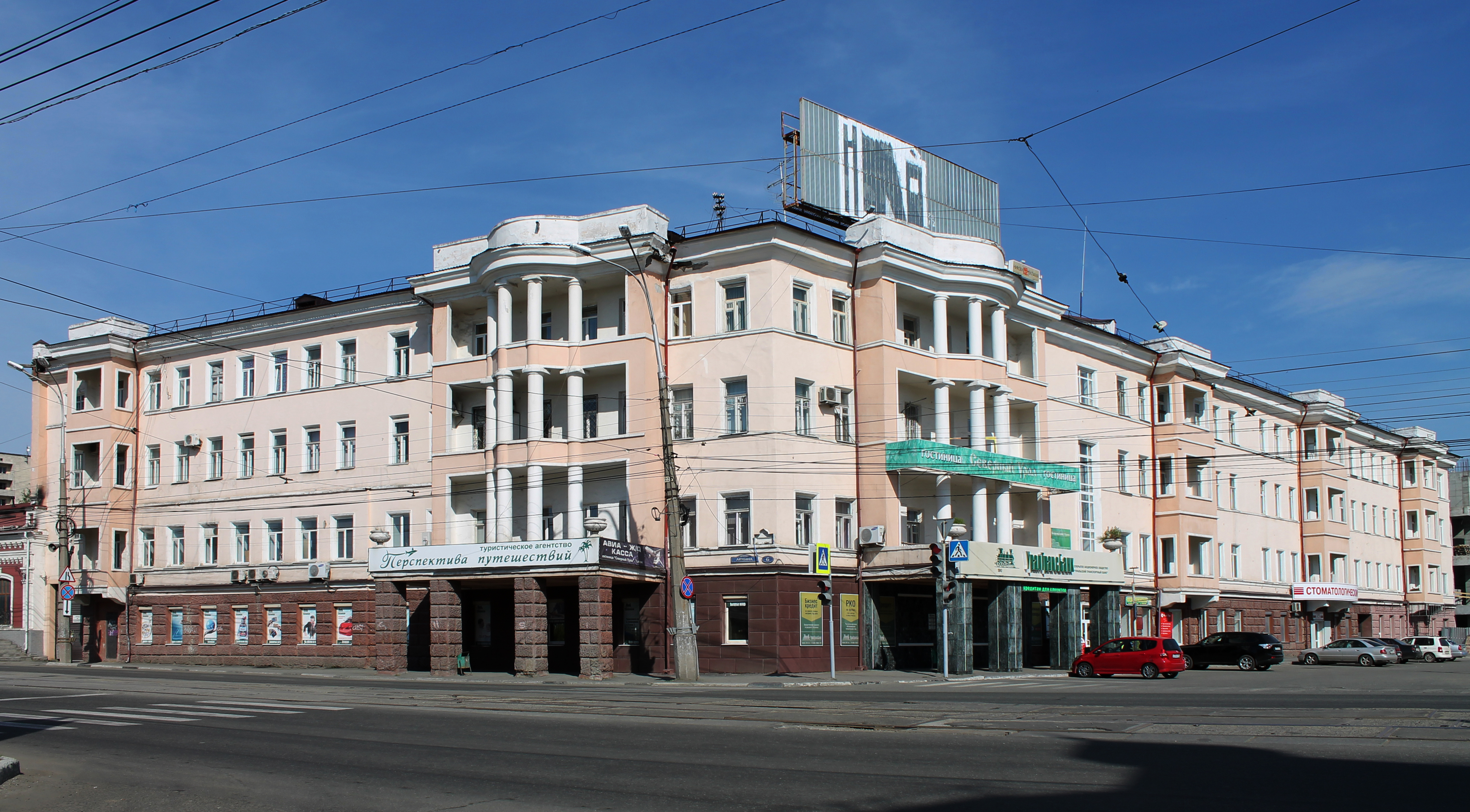
Гостиница Северный Урал

Стремясь развивать туристическую отрасль, администрация города в 2013 году создала Центр развития туризма.
В 2013 году в Нижнем Тагиле было шесть гостиниц: «Тагил» (174 номера), «Спортивная-1», «Спортивная-2», которые принадлежат Уралвагонзаводу, «Металлург», который находится в собственности «Евраз НТМК». Также имеются общежития и мини-отели, расположенные в центральной части города («Арена», принадлежащая городскому цирку, мини-отель «Северный Урал»).
В сентябре 2015 года в Нижнем Тагиле открылся четырёхзвёздочный отель Park Inn на 127 номеров международной гостиничной сети Park Inn by Radisson. Однако в марте 2018 года Park Inn by Radisson ушла из Нижнего Тагила, гостиница осталась в собственности дочернего предприятие УВЗ — «УБТ-Отель», но потеряла престижный бренд и статус единственного в городе четырёхзвёздочного отеля.

## Транспорт

### Железнодорожный транспорт
Железнодорожные станции и остановочные пункты города Нижнего Тагила:
- станция Нижний Тагил — главный вокзал города;
- станция Смычка — второй железнодорожный вокзал;
- станция Сан-Донато — в микрорайоне Рудник 3-го Интернационала;
- станция Старатель — в микрорайоне Старатель;
- станция Завязовская — в микрорайоне Тагилстрой;
- станция Вагонзавод — посёлке Красный Бор;
- о. п. Депо — в пределах ст. Смычка;
- о. п. 365 км — между микрорайонами Новая Кушва и Малая Кушва;
- о. п. 350 км — в районе СТ «Дружба»;
- о. п. 353 км — в районе СНТ «Ёлочка-1» и «Роща»;
- о. п. 7 км — на Тагилстрое.

### Междугородний автотранспорт
В Нижнем Тагиле есть автовокзал.

### Городской общественный транспорт
- Нижнетагильский трамвай (11 маршрутов);
- Нижнетагильский автобус (25 маршрутов).

### Аэропорт
К востоку от Нижнего Тагила, в посёлке городского типа Сокол, находится аэродром экспериментальной авиации «Салка» (бывший военный аэродром). По причине недостатка финансирования проект строительства на этом аэродроме гражданского аэропорта заморожен.

## Образование и наука

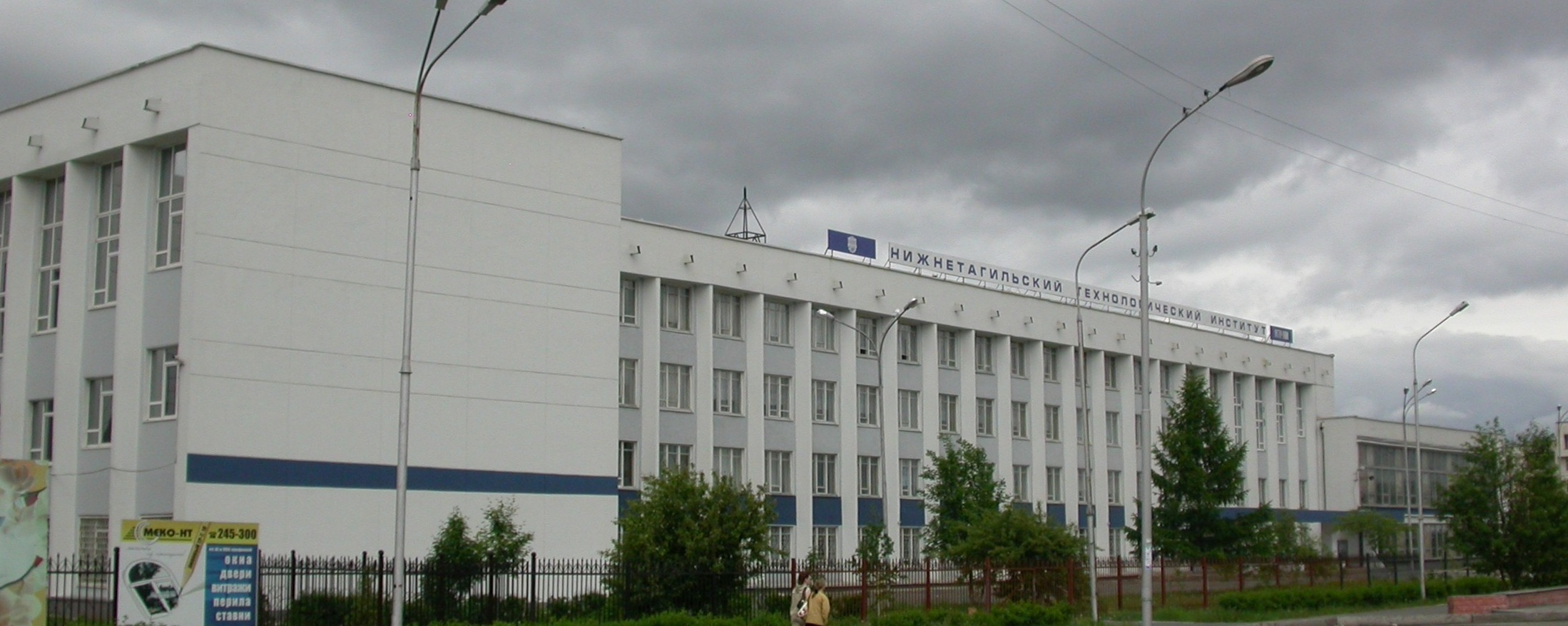
Нижнетагильский технологический институт

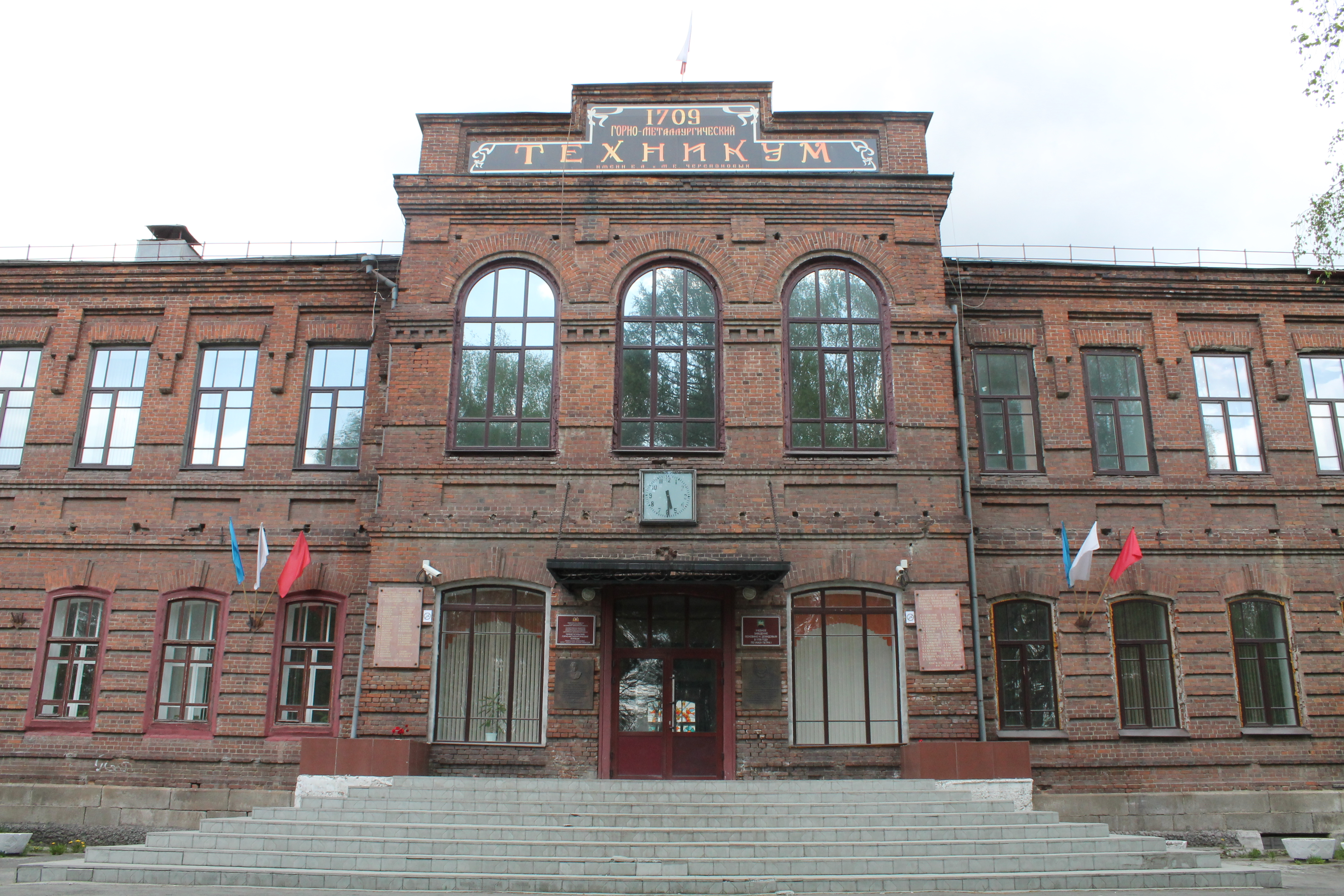
Горно-металлургический колледж

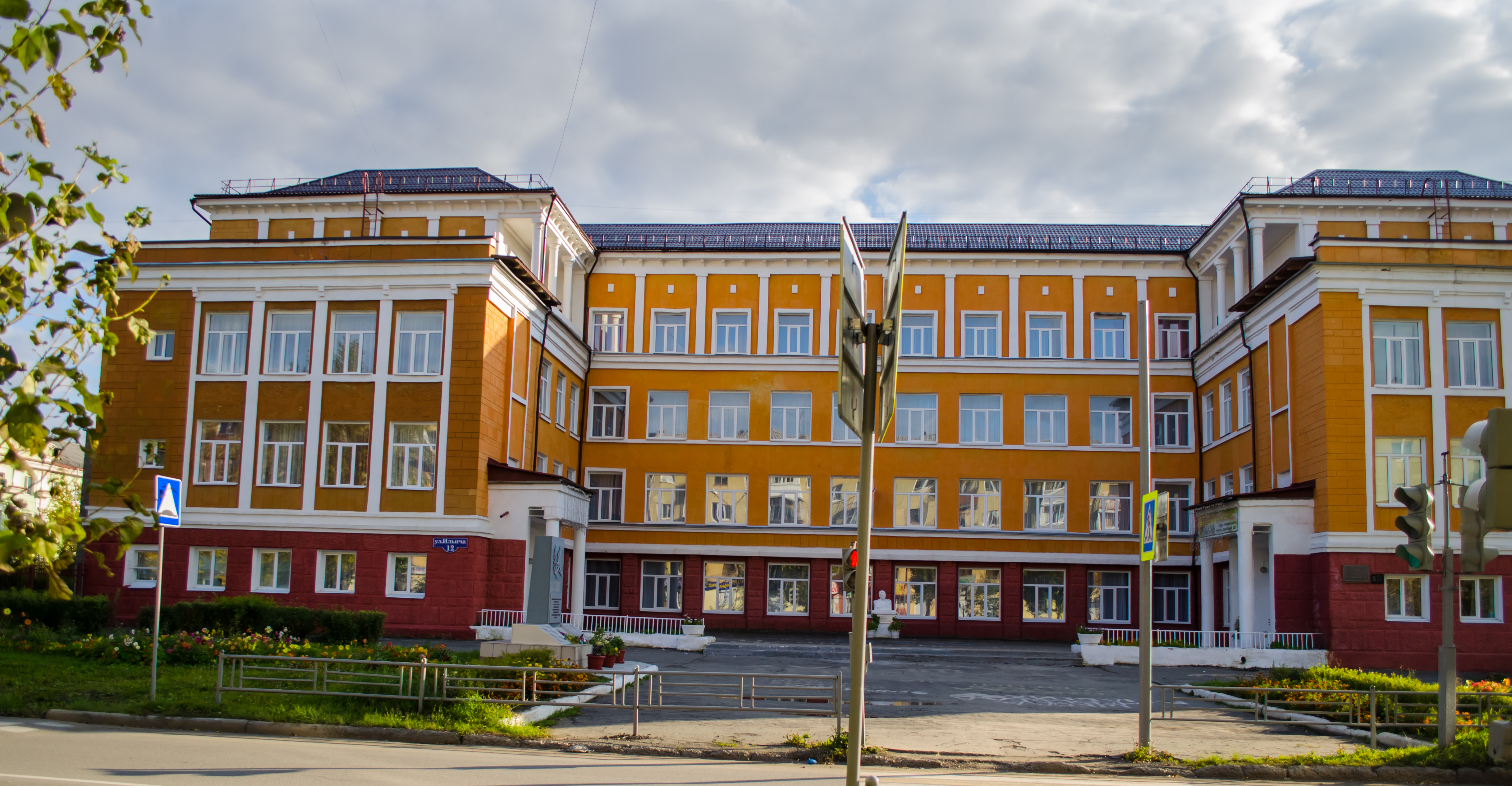
Школа № 9 на Вагонке

- Нижнетагильский государственный социально-педагогический институт, подчинённый Российскому государственному профессионально-педагогическому университету (РГППУ)
- Нижнетагильский технологический институт, подчинённый Уральском федеральному университету (УрФУ)
- Уральский государственный университет путей сообщения (УрГУПС), филиал
- Уральский государственный экономический университет (УрГЭУ (НТФ)), филиал
- Уральский государственный педагогический университет (УрГПУ), филиал
- Российский экономический университет имени Г. В. Плеханова (РЭУ), филиал
- Российский государственный гуманитарный университет (РГГУ), филиал
- Московский государственный университет экономики, статистики и предпринимательства (МЭСИ), филиал
- Российская академия народного хозяйства и государственной службы при президенте России (РАНХиГС), филиал
- Институт экономики и предпринимательства (ИЭП), филиал
- Уральский институт экономики, управления и права (УИЭУП), филиал
- Нижнетагильский горно-металлургический колледж имени Е. А. и М. Е. Черепановых

## Достопримечательности

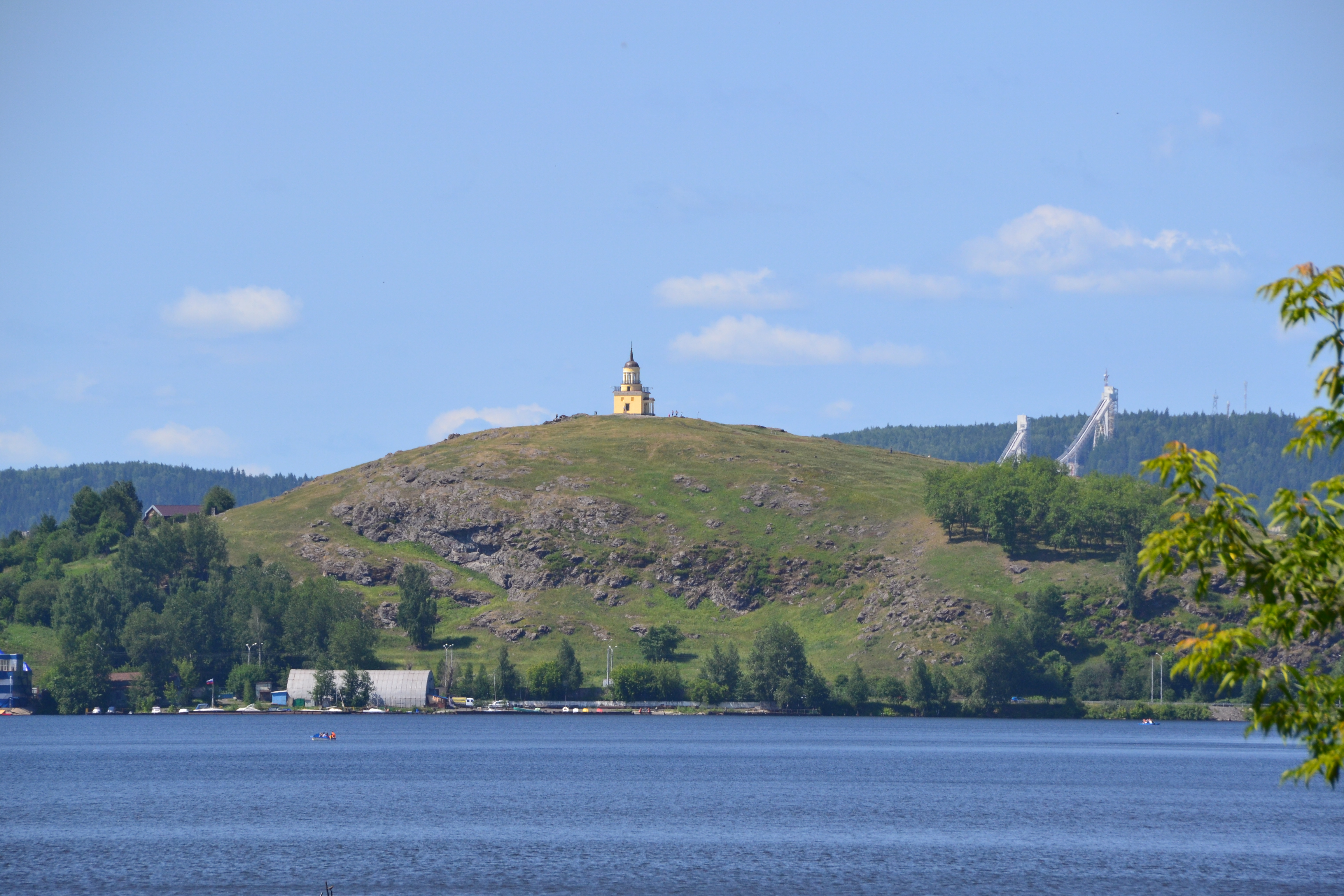
Лисья гора

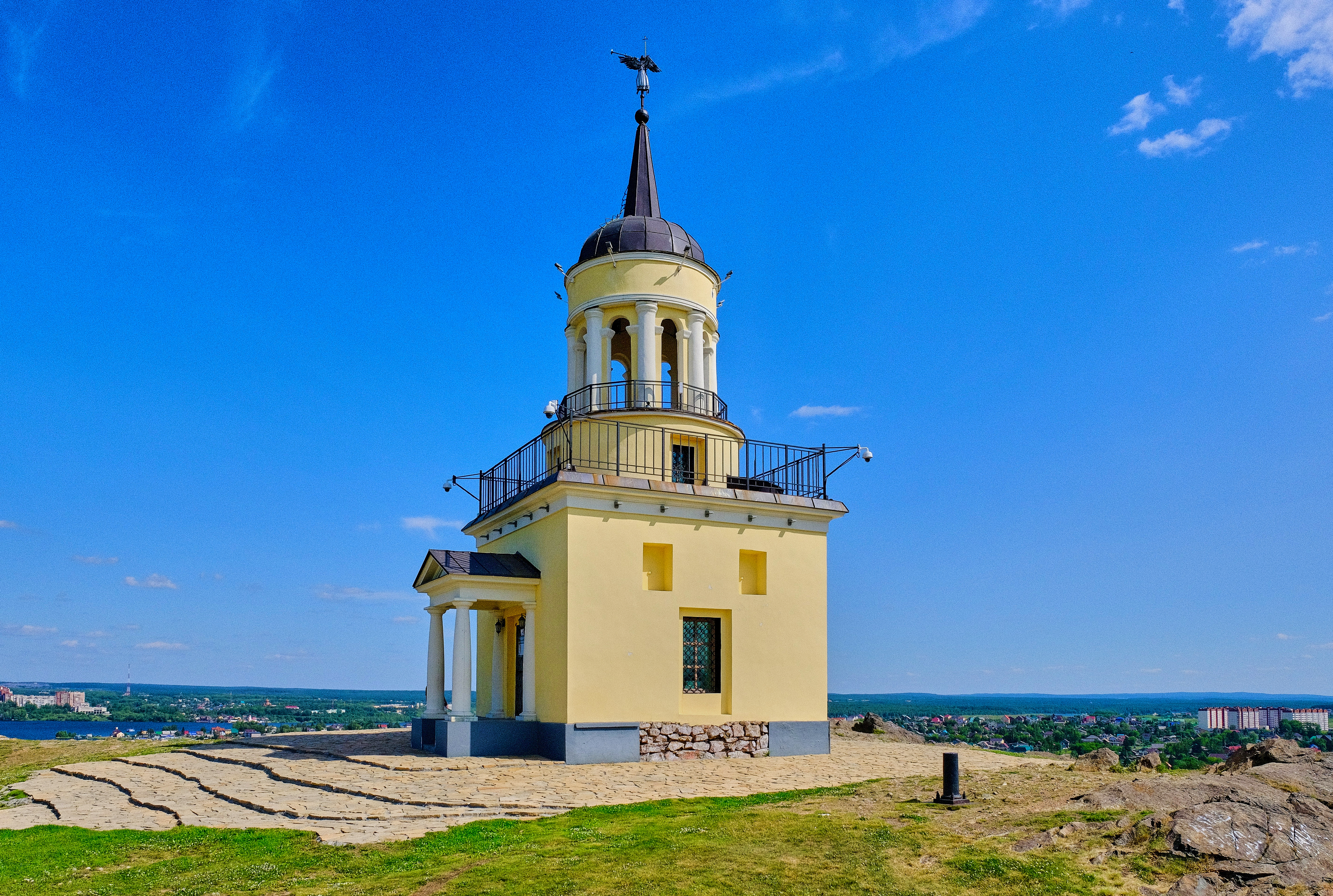
Башня на Лисьей горе

Одной из наиболее известных достопримечательностей города является Лисья гора — небольшая гора со сторожевой башней на вершине, расположенная возле Тагильского пруда. Башня на Лисьей горе является памятником архитектуры и объектом культурного наследия России.

## Культура
В Нижнем Тагиле есть централизованная библиотечная система (городская библиотека и 24 филиала), четыре театра, пять кинотеатров, дворцы культуры, цирк, имеется муниципальная филармония с джазовым, народным, симфоническим оркестрами и старинным духовым органом, установленном в Музее изобразительных искусств.

### Музеи
Нижнетагильский музей-заповедник «Горнозаводской Урал»
- Завод-музей истории горнозаводской техники[74][75][76];
- Лисьегорская башня (самый маленький музей России);
- Историко-краеведческий музей;
- Музей быта и ремёсел горнозаводского населения «Господский дом»;
- Этнографический музейный комплекс:
  - Музей подносного промысла,
  - Историко-технический музей «Дом Черепановых»;
- Музей быта и ремёсел (Дом Демидовых) хранит образцы предметов эпохи зарождения и становления промышленности на Урале, первых тагильских металлургических заводов (Тагильского и Выйского) и личные вещи жителей Урала минувших эпох).
- Музей-усадьба «Демидовская дача»;
- Провиантские склады (музейный комплекс):
  - Музей природы и охраны окружающей среды (Верхний провиантский склад),
  - Музей «Фондохранилище» (Нижний провиантский склад);
- Мемориально-литературный музей Бондина;
- Музей «Дом редкой книги» («Краеведческая библиотека»).

Музей изобразительных искусств Нижнего Тагила
Имеет самую большую коллекцию картин Худоярова, а также музею принадлежат небольшая коллекция гравюр знаменитого немецкого живописца эпохи Возрождения Альбрехта Дюрера, а кроме того одна из самых известных картин в мире — «Святое Семейство» («Мадонна де Пополо»; «Мадонна с вуалью»; «Тагильская Мадонна») великого итальянского художника Рафаэля Санти.
Музейно-выставочный комплекс «УВЗ»
- Музей бронетанковой техники;
- Музей истории Уралвагонзавода.

Прочие музеи
- Музей боевой славы металлургов;
- Музейно-выставочный центр «Евраз НТМК»;
- Музей памяти воинов-тагильчан, погибших в локальных войнах планеты;
- Музей Нижнетагильской Политехнической гимназии;
- Музей «Уралхимпласт».

Нижний Тагил — родина русской лаковой подносной росписи и традиции расписных подносов в русской культуре. В городе сохранилась уникальный русский народный промысел Тагильская подносная роспись. Вместе с Жостовом, с Жостовской подносной росписью, Нижний Тагил — один из двух оставшихся центров лаковой подносной росписи в России, дошедших и сохранившихся до нашего времени. В Нижнетагильском музее подносного промысла хранятся коллекции расписных тагильских подносов от времени зарождения промысла до настоящего времени. Также тагильские подносы можно увидеть в Нижнетагильском историко-краеведческом музее и Нижнетагильском музее изобразительных искусств.

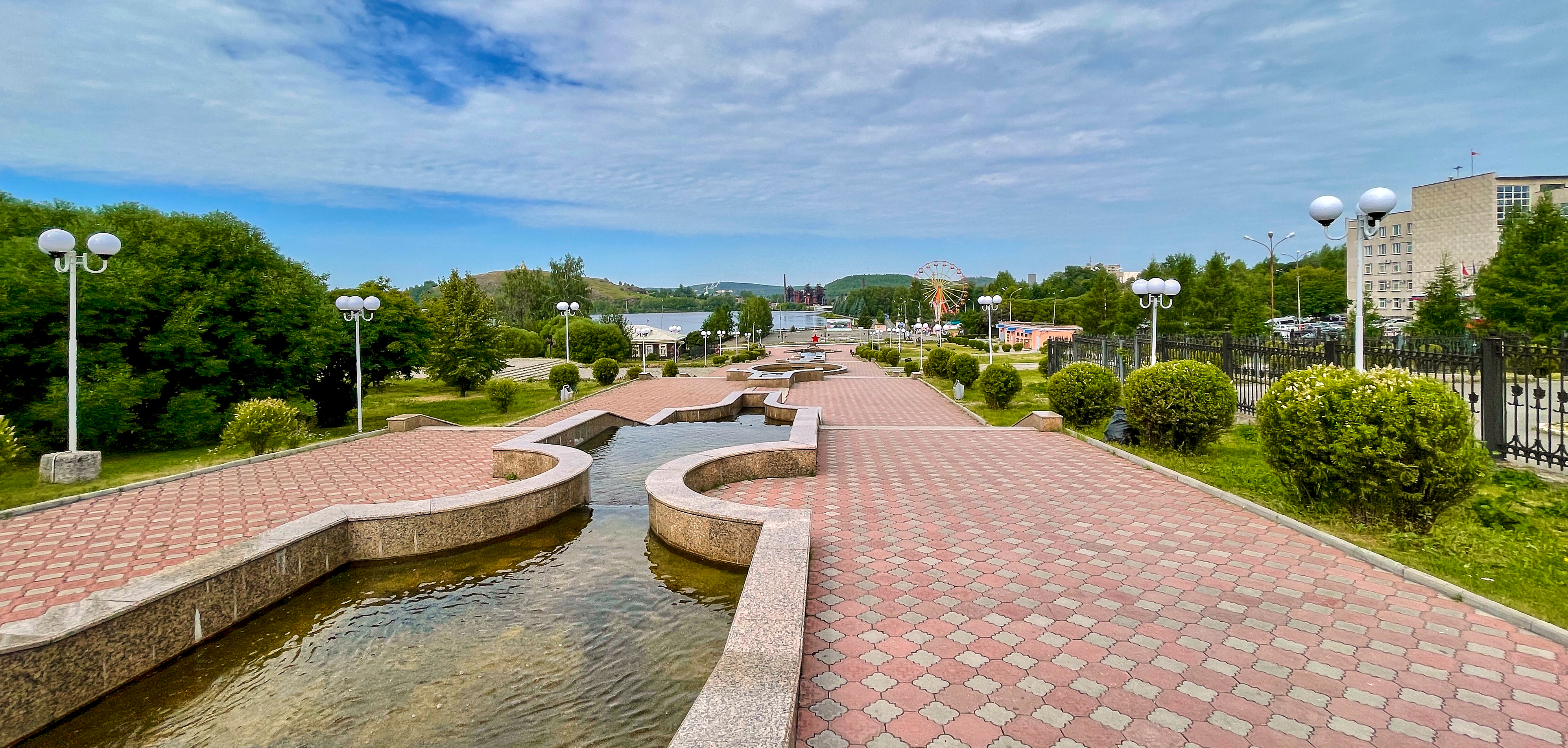
Аллея в парке Бондина
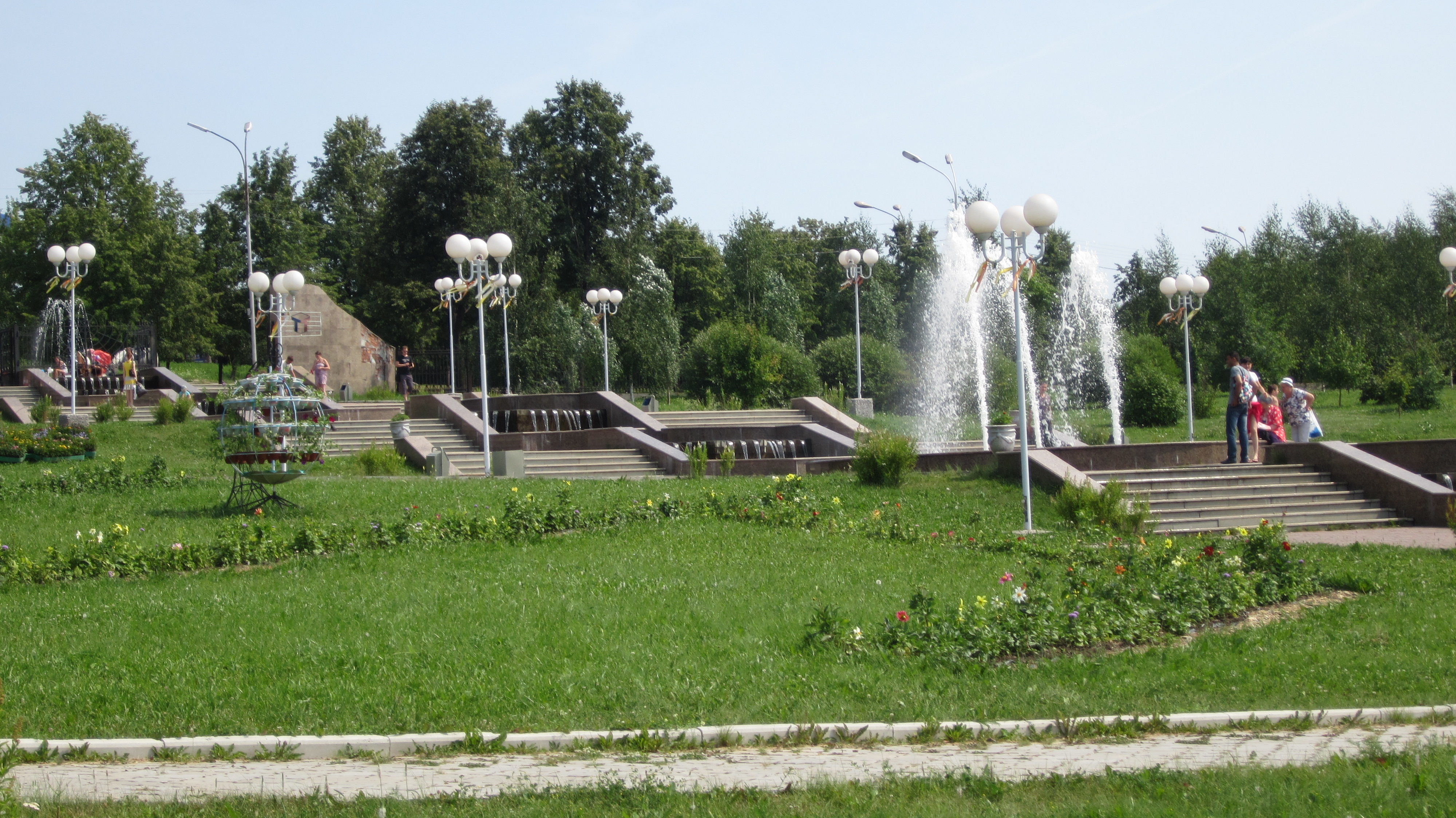
Каскадный фонтан в парке Бондина
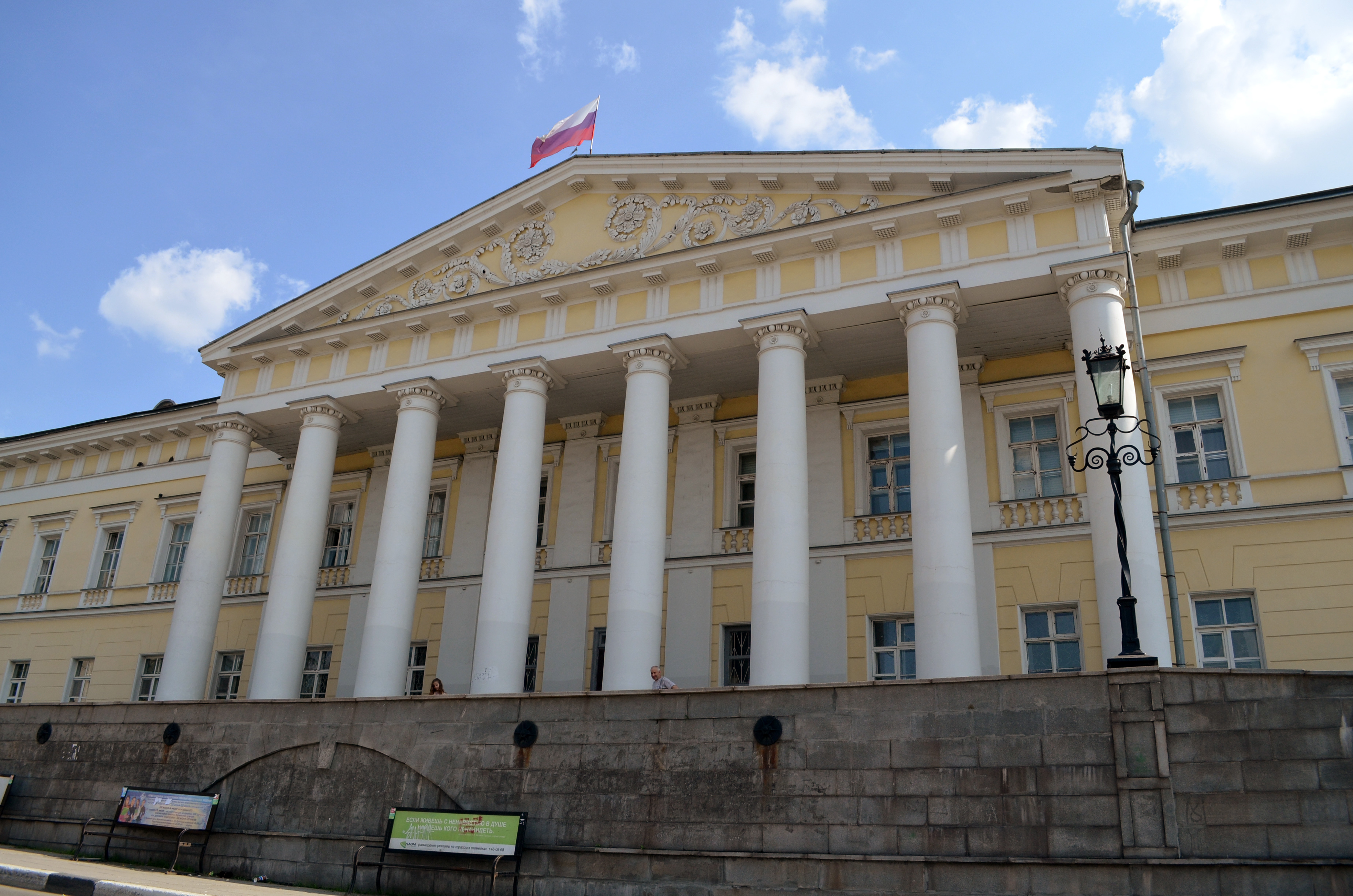
Контора главного управления демидовскими заводами
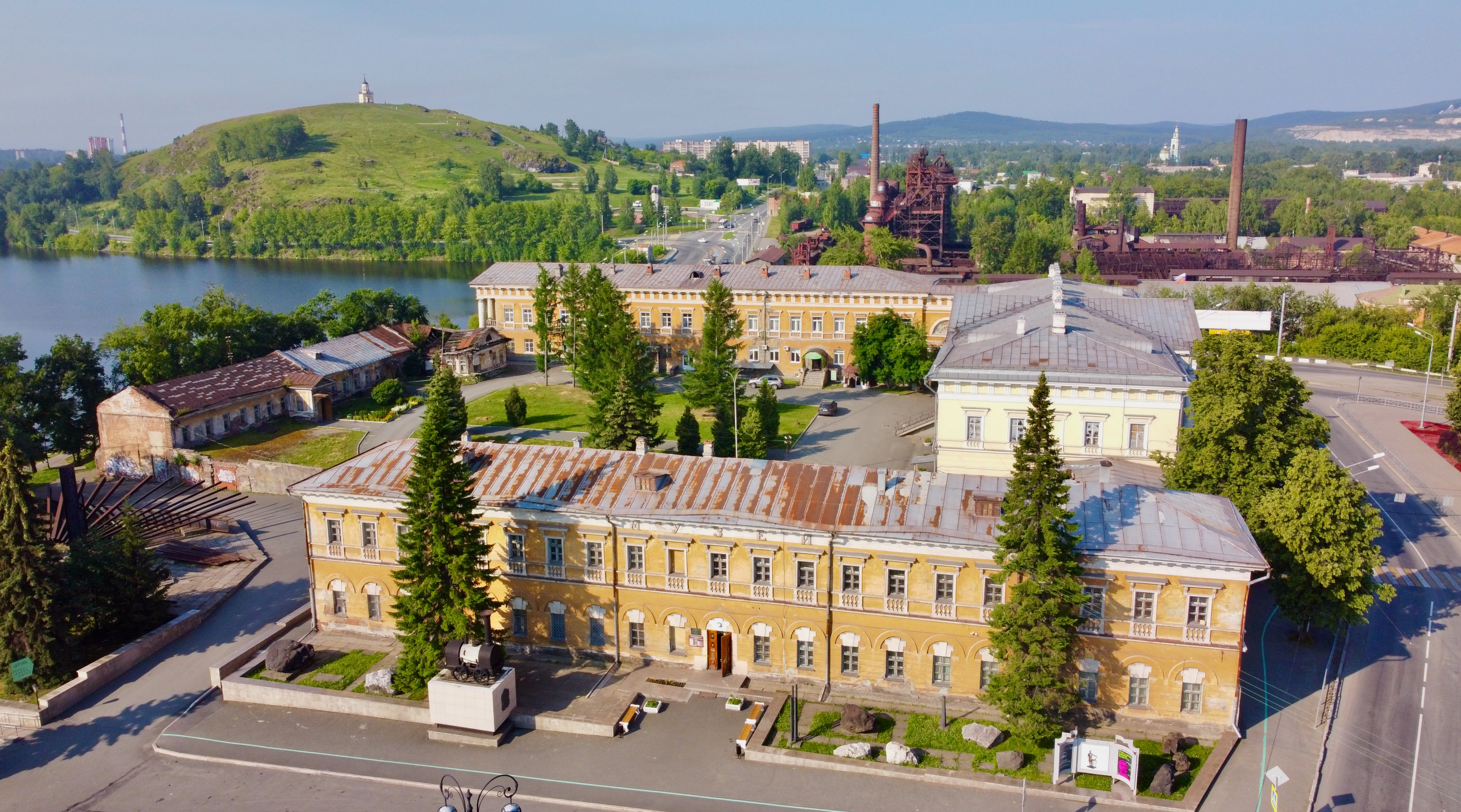
Нижнетагильский историко-краеведческий музей
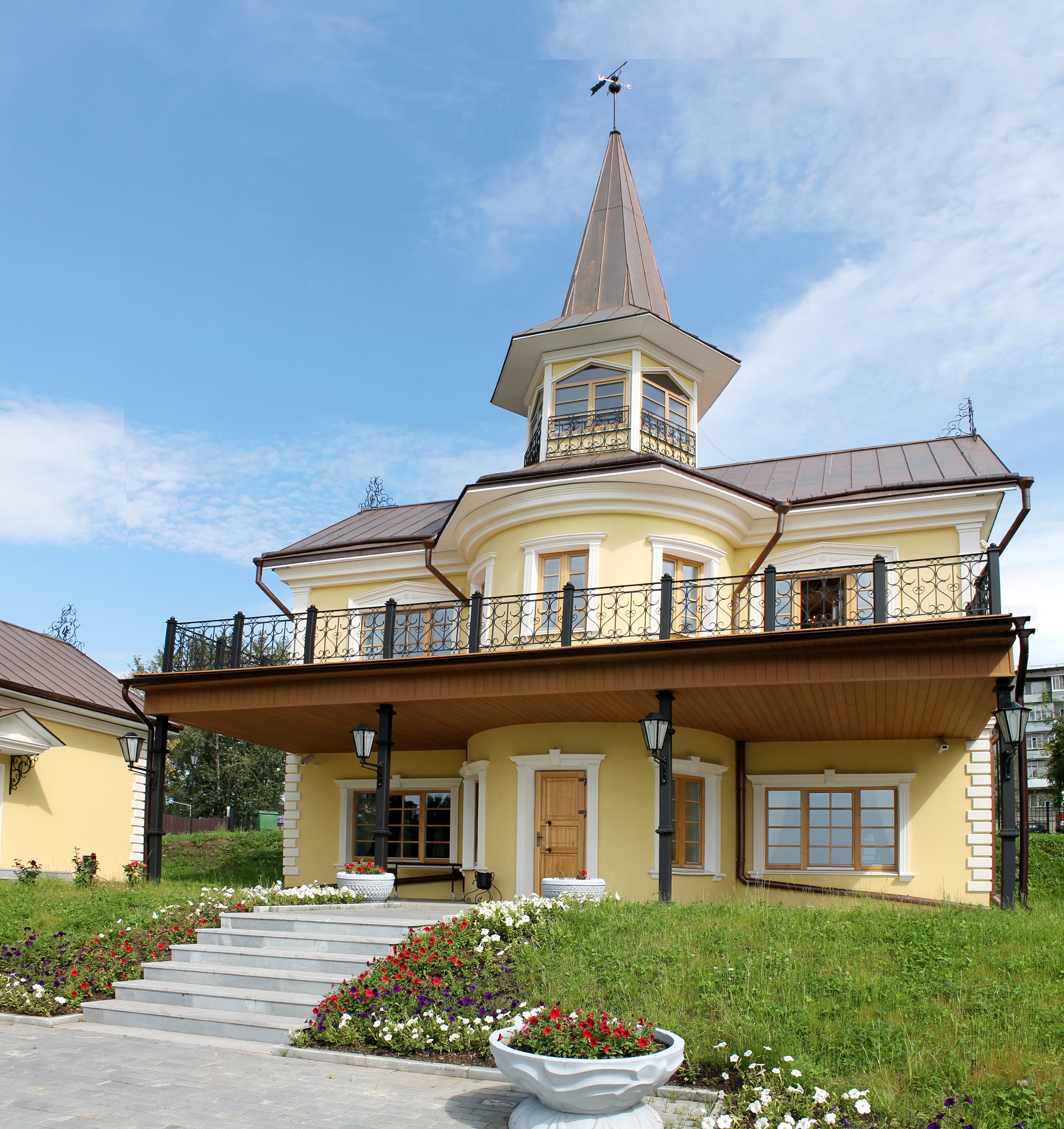
Музей-усадьба «Демидовская дача»
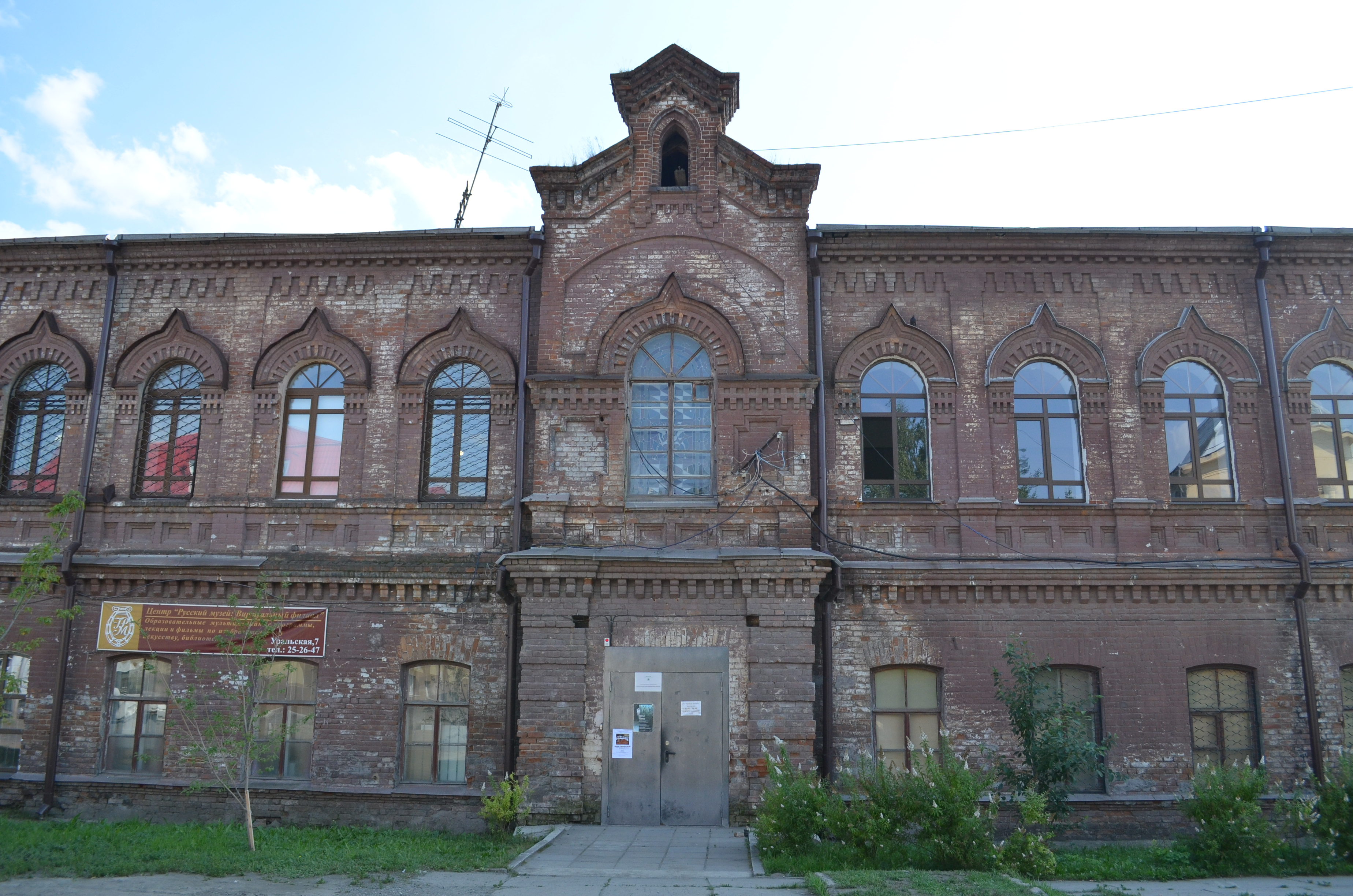
Музей изобразительных искусств, здание отдела художников
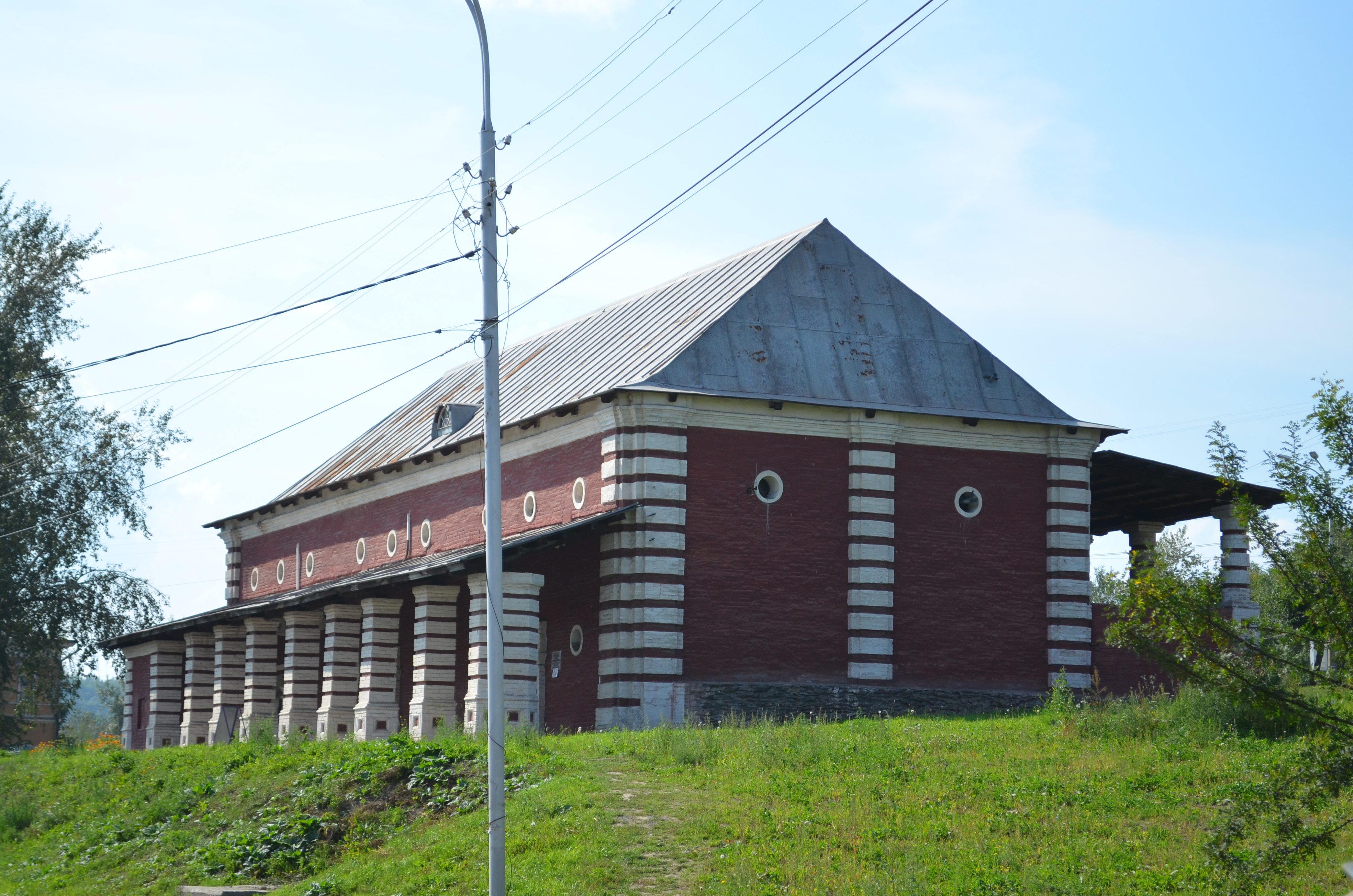
Музей природы и охраны окружающей среды (Верхний провиантский склад)
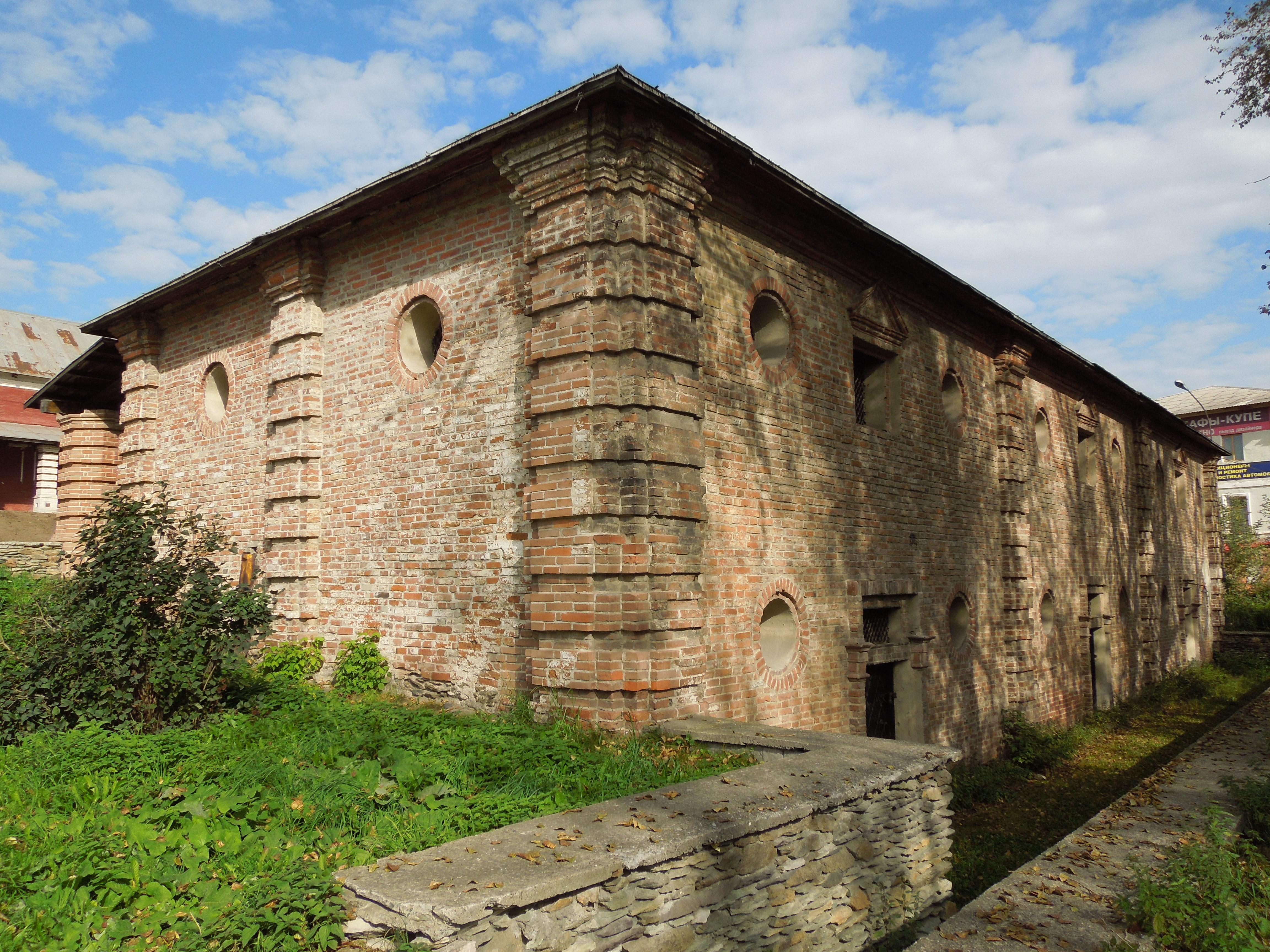
Музей «Фондохранилище» (Нижний провиантский склад)
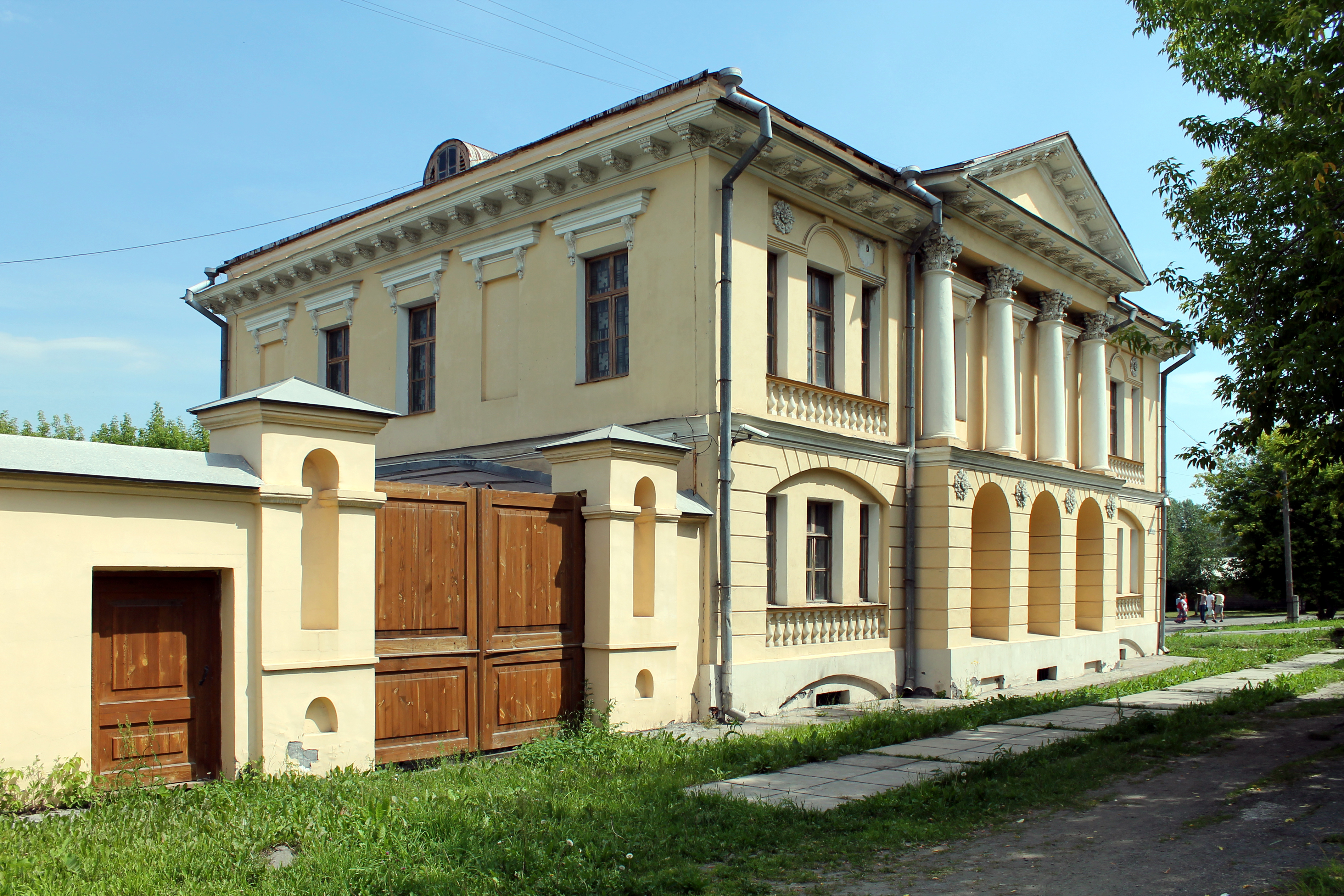
Музей быта и ремёсел «Господский дом»
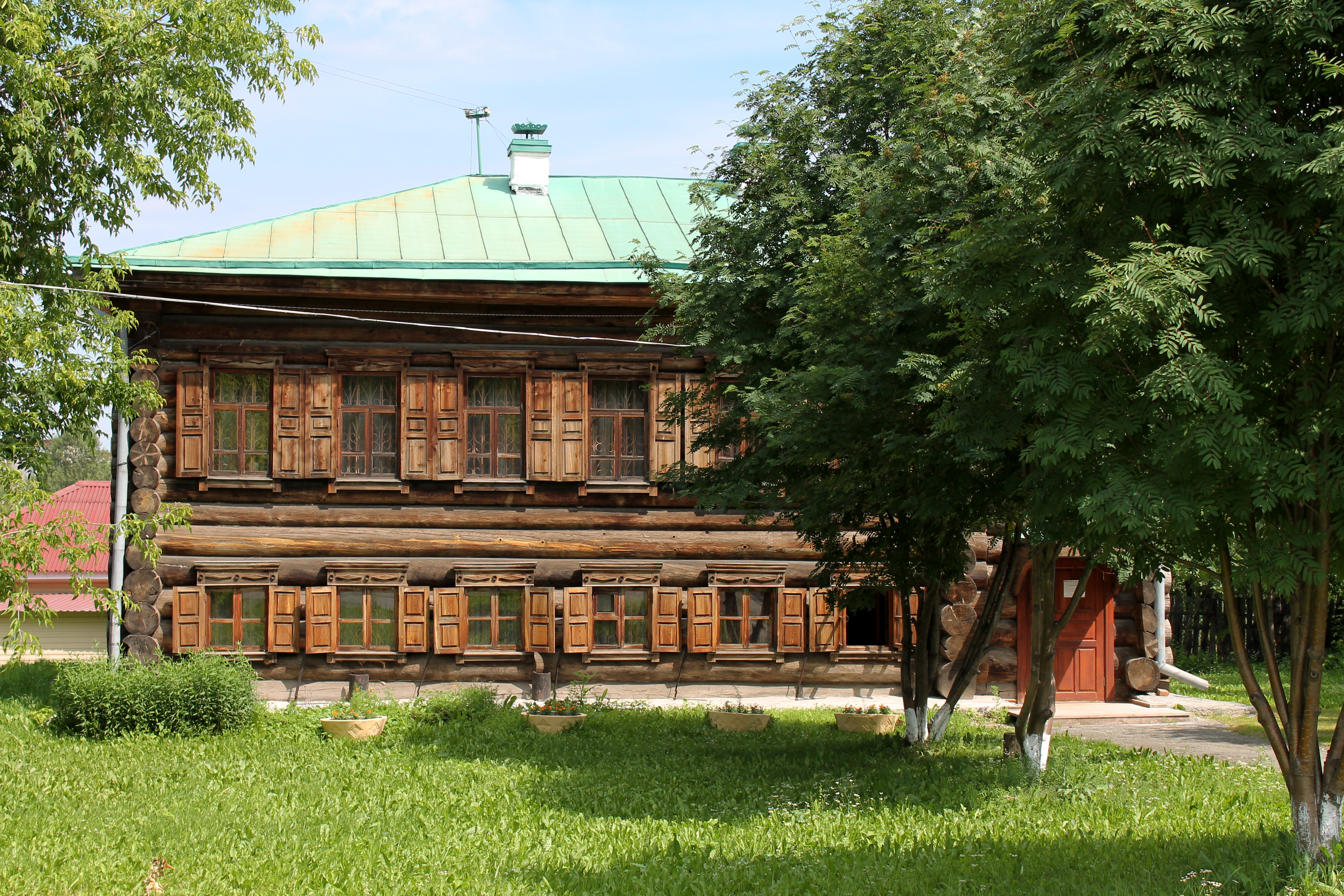
Музей подносного промысла
Историко-технический музей «Дом Черепановых»
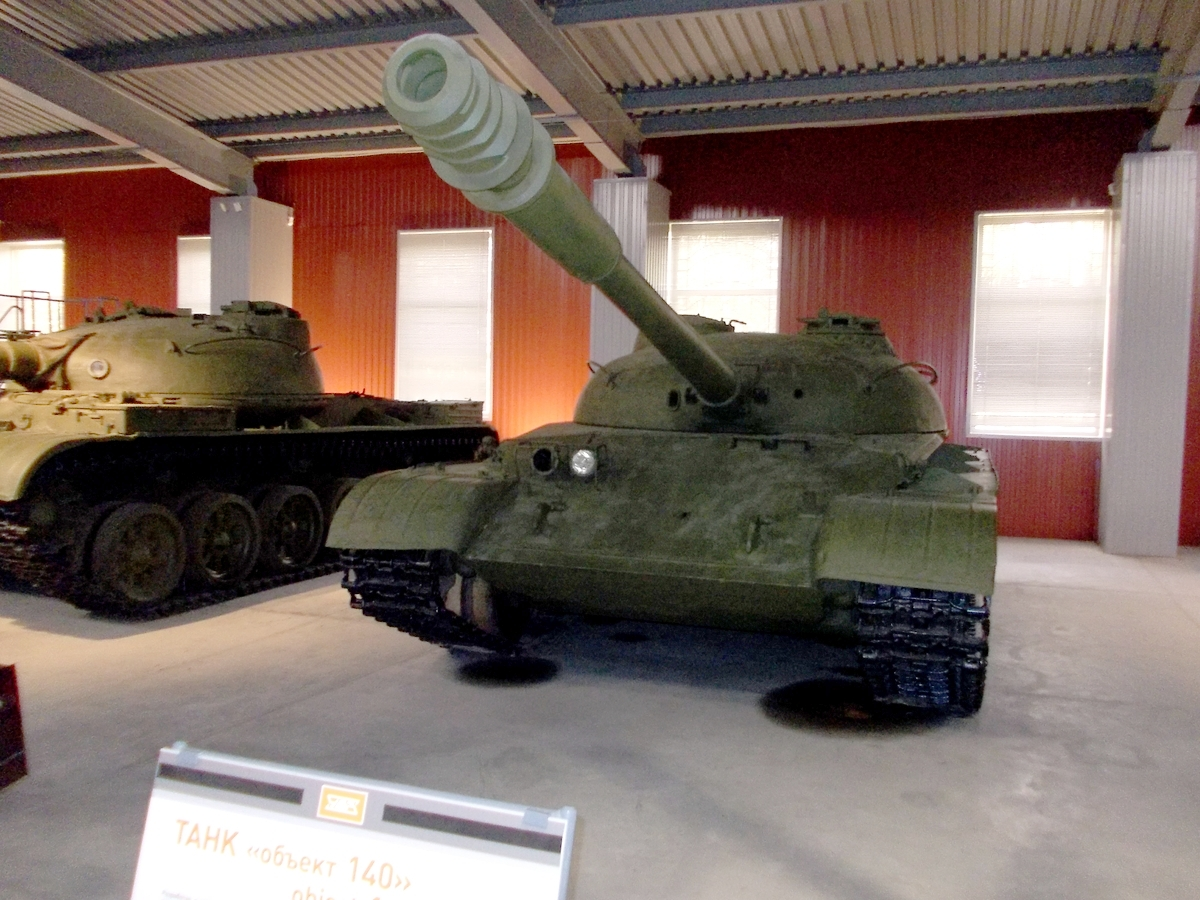
Танки в Нижнетагильском музее бронетанковой техники
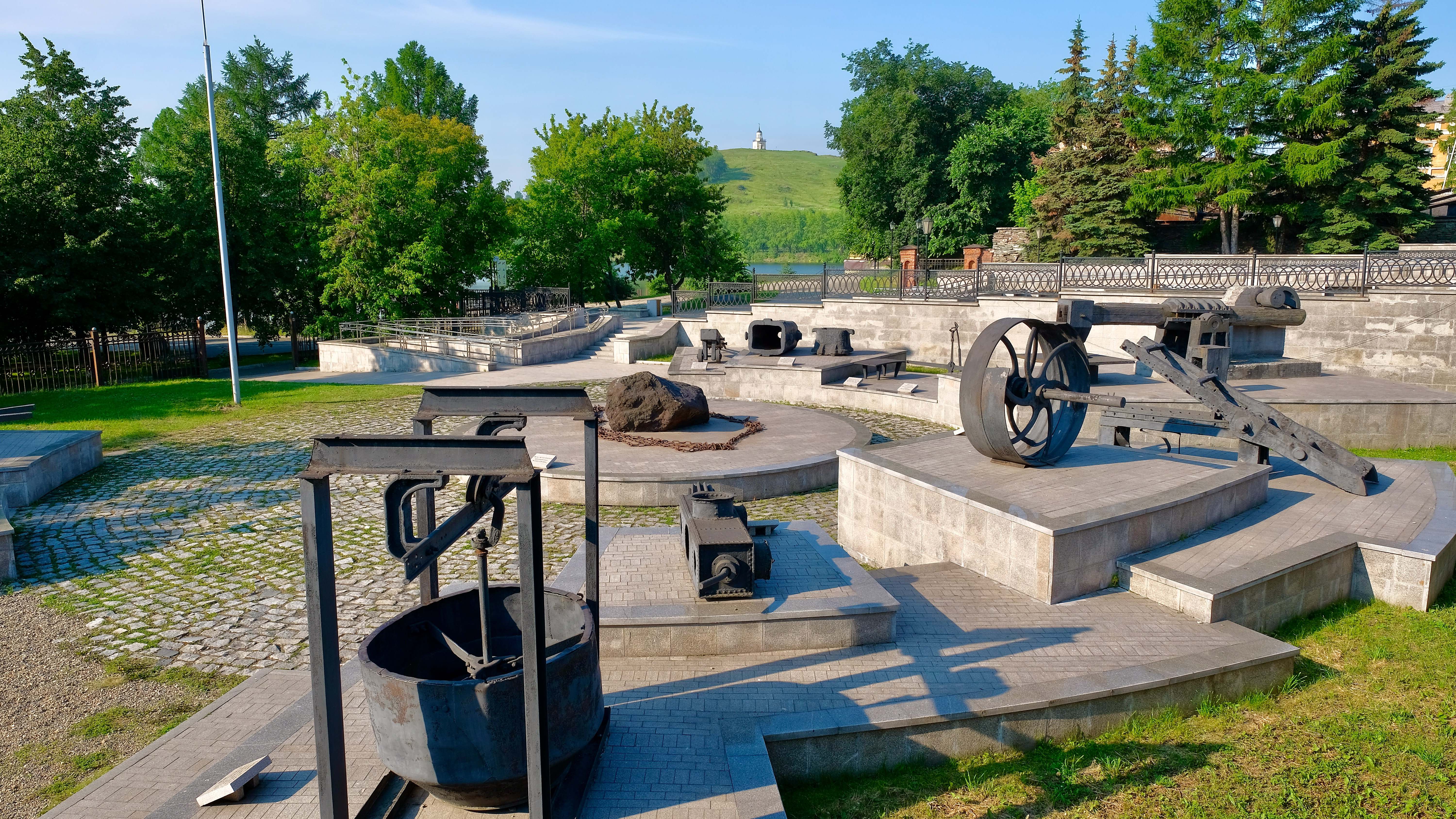
Экспозиция горнозаводского оборудования под открытым небом
Музей боевой славы металлургов
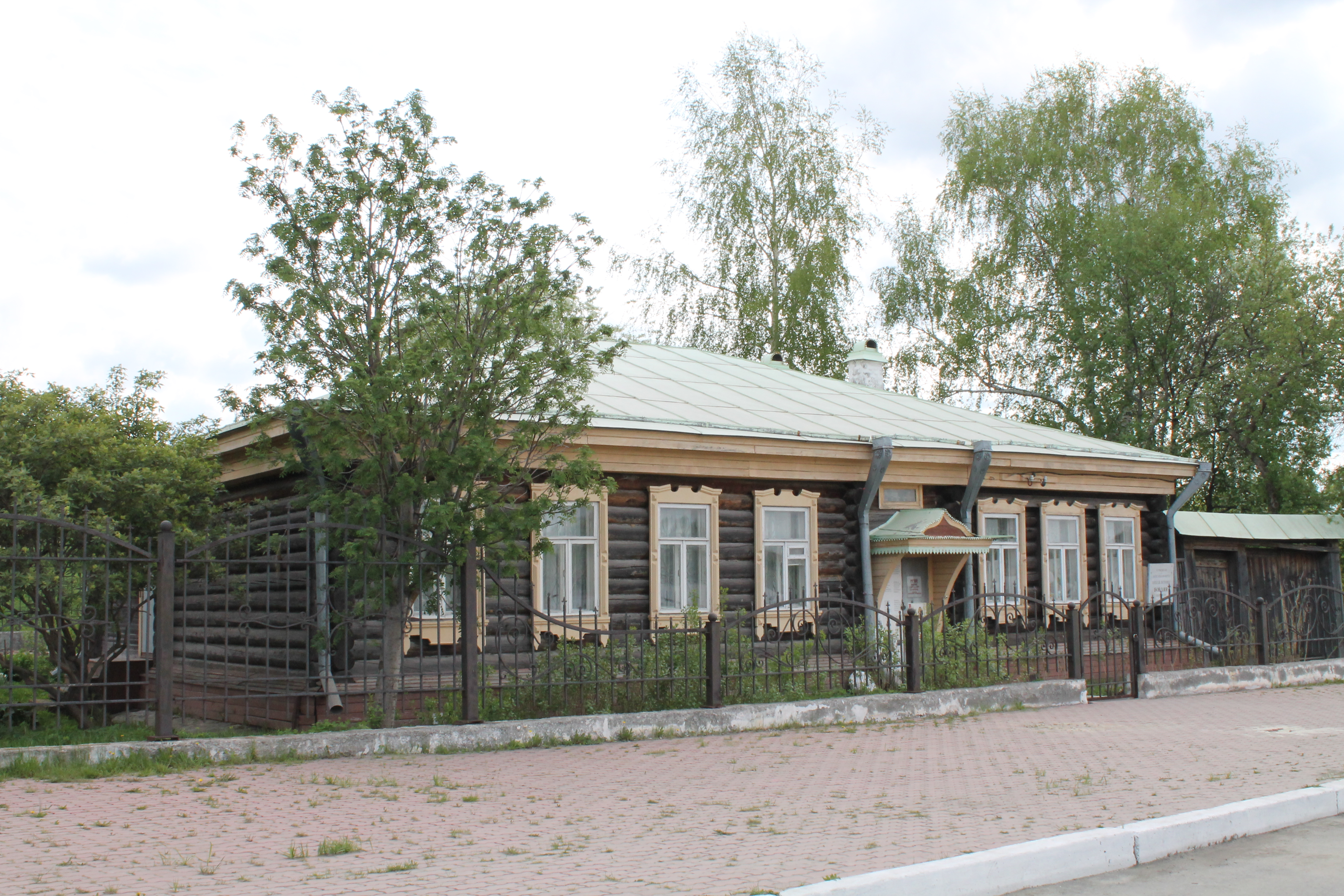
Дом-музей А. П. Бондина

### Театры
- Нижнетагильский драматический театр имени Д. Мамина-Сибиряка;
- Нижнетагильский Молодёжный театр;
- Нижнетагильский театр кукол;
- Театр юного зрителя им. П. П. Бажова при МБУК ДЦ «Урал».

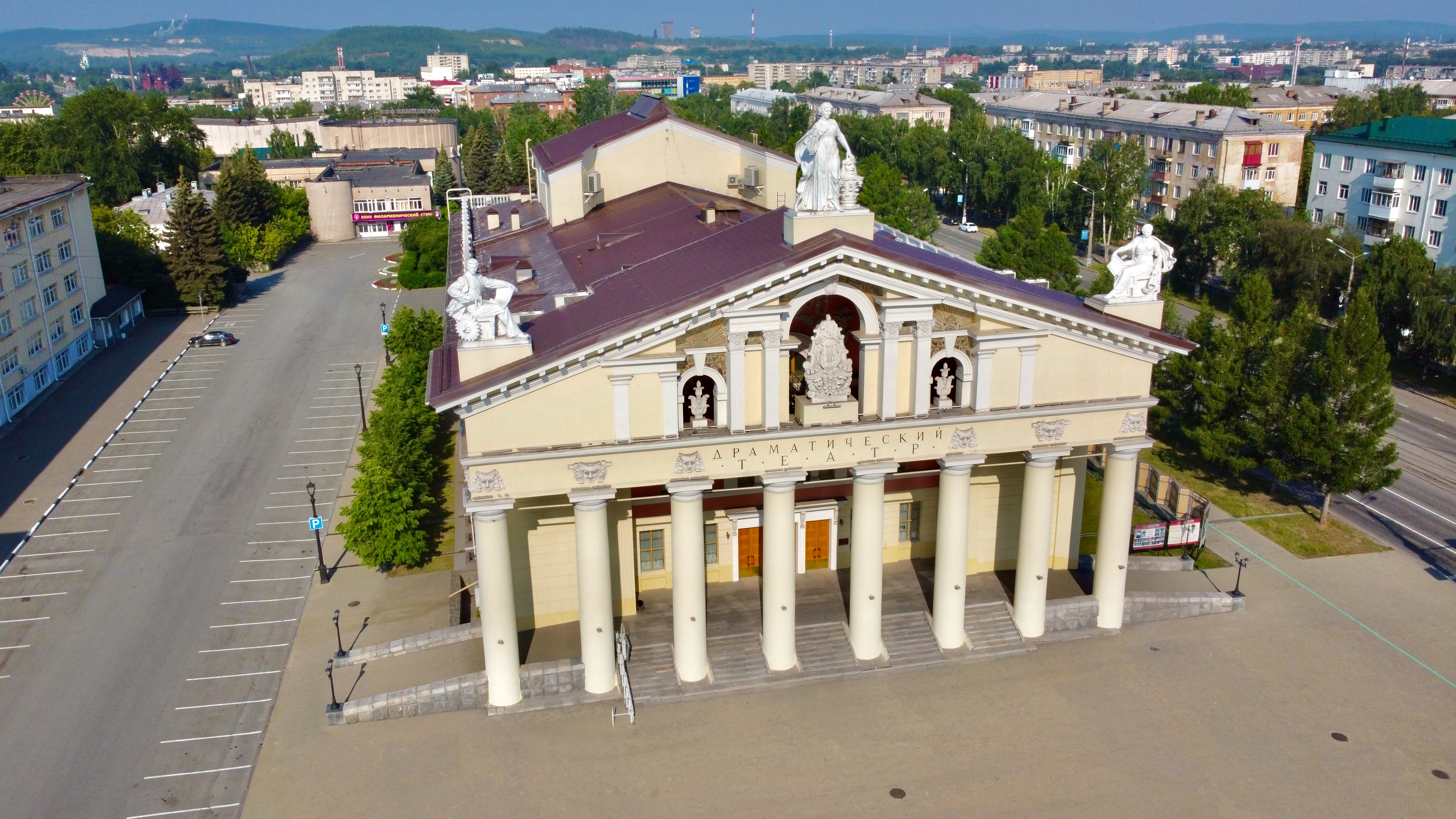
Драматический театр
Молодёжный театр
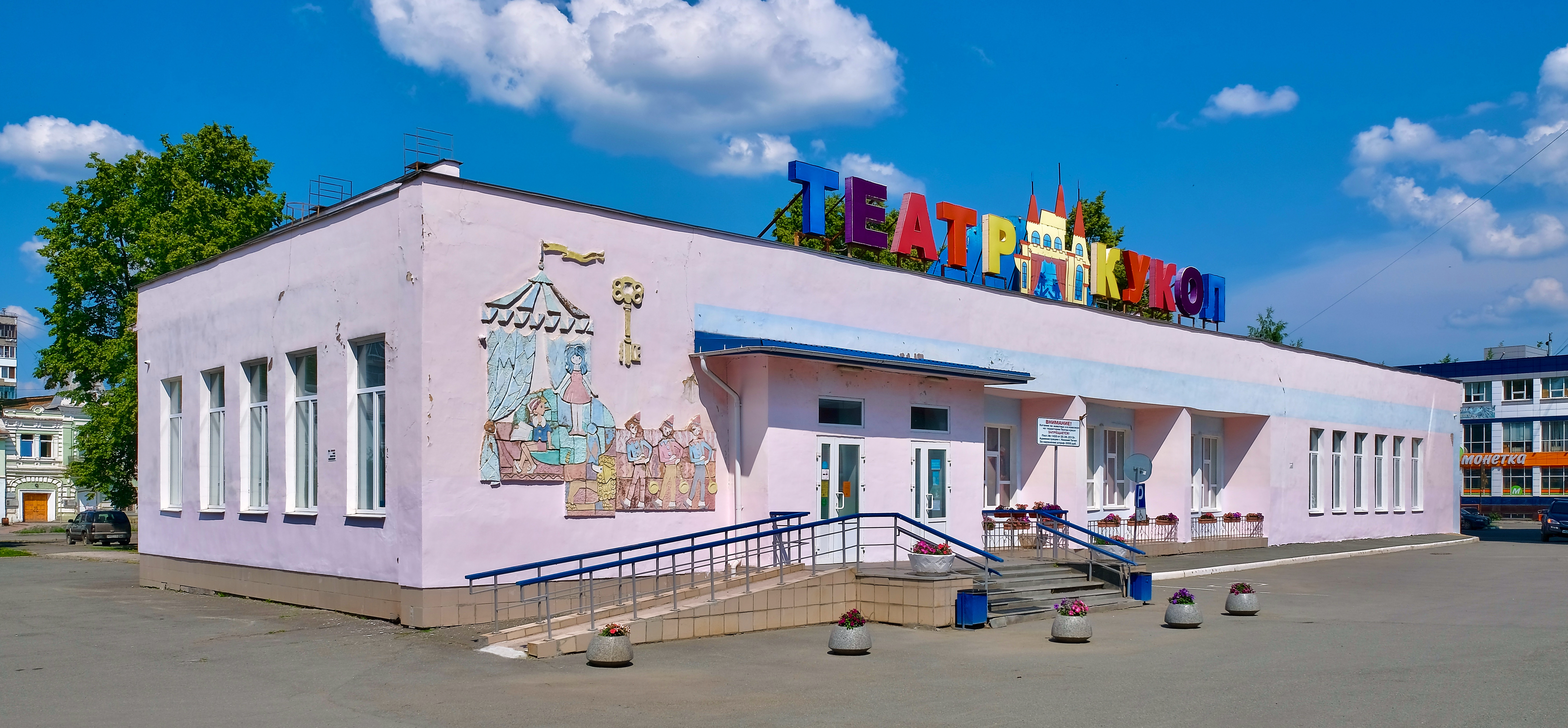
Театр кукол

### Филармонии
- Нижнетагильская филармония.

### Кинотеатры
- Кинотеатр «Родина 3D» (3D);
- Кинотеатр «Россия» (3D);
- Кинотеатр «Красногвардеец»;
- Кинотеатр «Мягкий кинотеатр» (3D, в ТРЦ «Depo»).

### Дворцы и дома культуры
- КДК «Современник» (Центр города).

Дворцы культуры

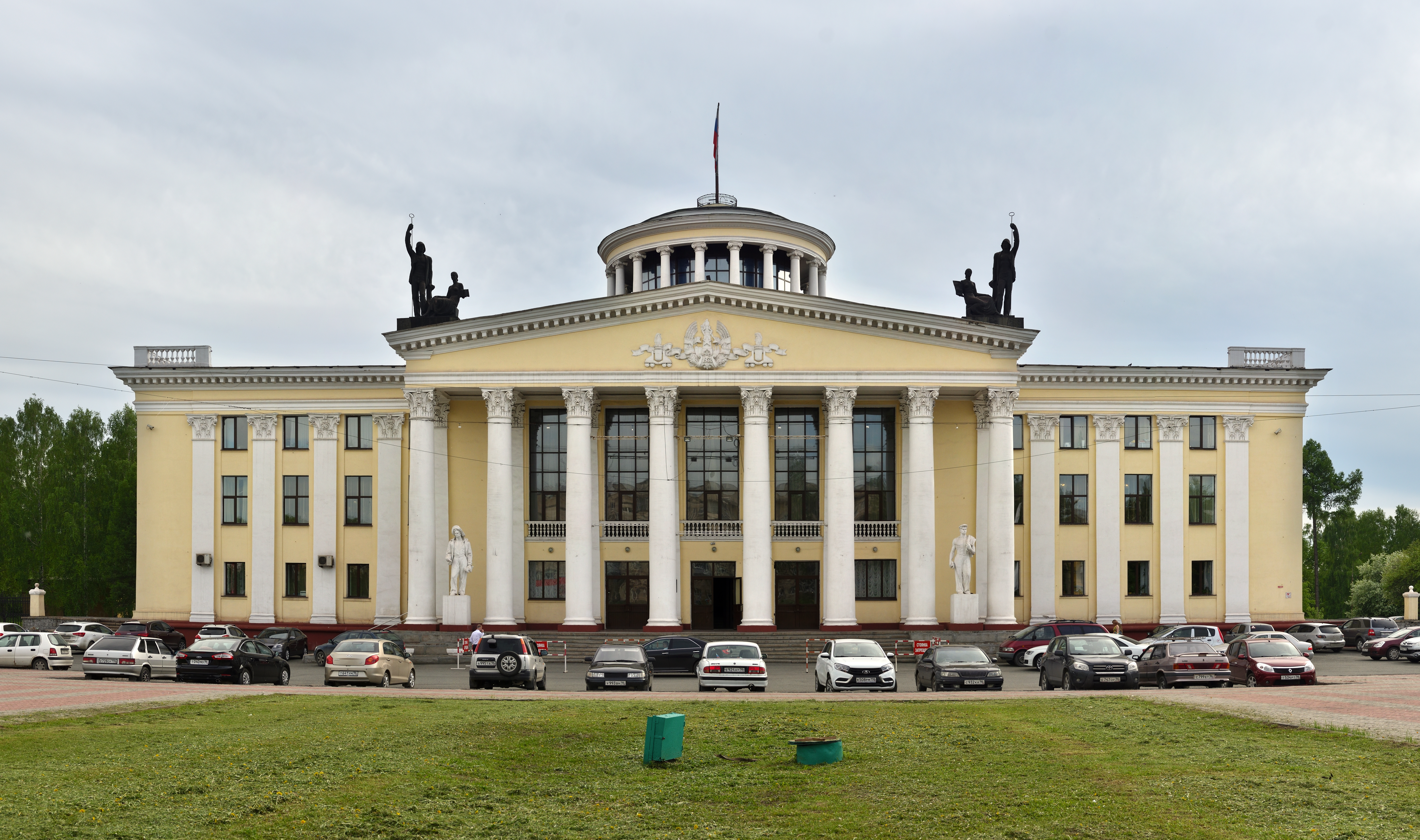
Дворец культуры НТМК

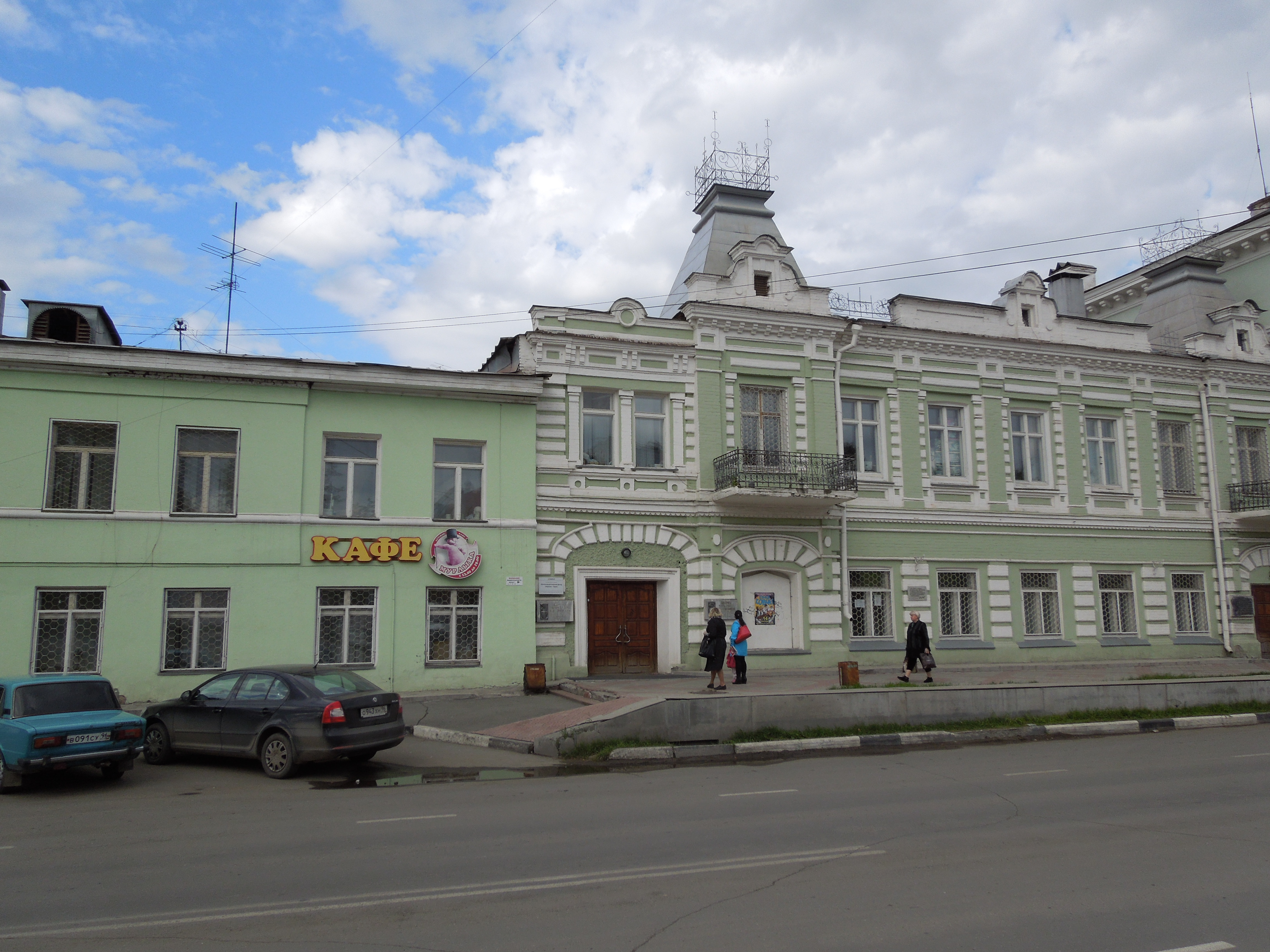
Дворец культуры школьников (ДКШ)

- Городской дворец молодёжи (Центр города);
- Городской дворец культуры школьников (Центр города);
- Городской дворец детского и юношеского творчества (Малая Кушва);
- Дворец культуры имени Окунева (Вагонка);
- Дворец культуры НТМК (Тагилстрой);
- Дворец детского и юношеского творчества Дзержинского района (Вагонка);
- Дворец культуры железнодорожников имени Ю. А. Гагарина (Смычка);
- Дворец национальных культур (Рудник);
- Дворец культуры «Космос» (Северный);
- Дворец культуры «Юбилейный» (Выя);
- Дворец культуры «Салют» (Старатель);
- Дворец культуры «Огнеупорный» (Огнеупорный);
- Дворец культуры «Мир» (Выя);
- Дом культуры посёлка Евстюниха;
- Дом культуры Сухоложского посёлка;
- Дом культуры посёлка В. Черемшанка;
- Дом культуры посёлка Голый Камень;
- Дом культуры Выйский;
- Дом культуры К. Камня.

### Цирк

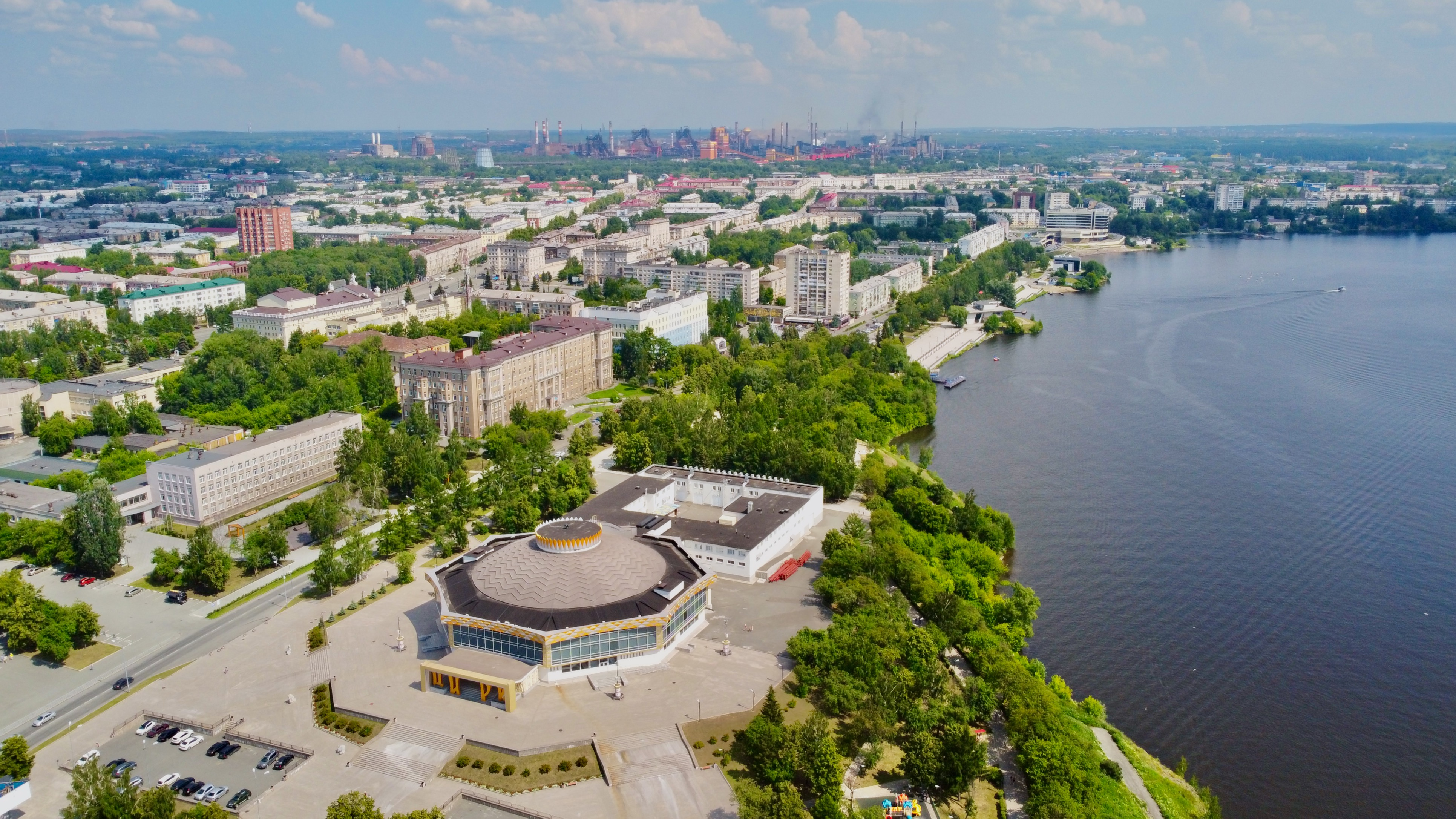
Нижнетагильский цирк

- Нижнетагильский государственный цирк.

### Конные клубы
- ЧУСК «Уралец»;
- КСК «Олимп».

### Художественные студии
Киностудии
- Киностудия «Зазеркалье»;
- Киностудия «Братья Карабановы».

Театральные студии
- Театральная студия «Зеркало»;
- Театральная студия «Чеширский Кот»;
- Театральная студия «Эволюция»;
- Театральная студия «Витражи»;
- Театральная студия «Мы».

## Выставки

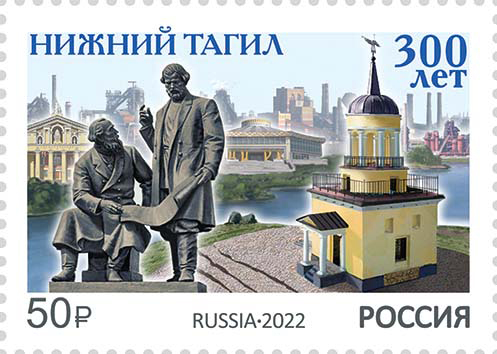
Почтовая марка. 300 лет Нижнему Тагилу

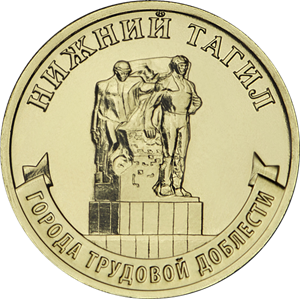
Монета Банка России — Серия: Города трудовой доблести: Нижний Тагил

С 1999 года в Нижнем Тагиле проводятся выставки вооружений на базе НИИ «НТИИМ», именно в этот год к полигону института были достроены экспозиционные площадки. Международная выставка вооружений, боеприпасов и военной техники «Russian Expo Arms» и международная выставка «Оборона и защита» («Russian Defence Expo») проходят в начале июля, каждая раз в два года (поочерёдно). Также раз в два года, в начале сентября проходит уральская выставка-ярмарка железнодорожного, автомобильного, специального транспорта и дорожно-строительной техники «Магистраль». Для участников мероприятий в 2015 году была введена в строй гостиница международной сети Park Inn by Radisson, расположенная на берегу городского пруда (это первая гостиница подобного класса в городе).

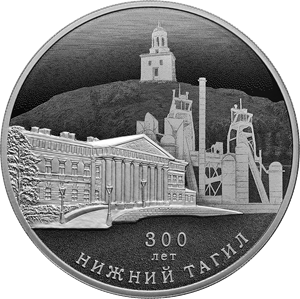
Монета Банка России — Серия: Города 300-летие основания г. Нижнего Тагила

## Медицина
В Нижнем Тагиле находится большое количество городских больниц, десятки взрослых и детских поликлиник. Они подразделяются на районные больницы и поликлиники. Также в черте города имеются два пансионата и несколько санаториев.

## Спорт
- Международная лыжная база «Гора Долгая» с трамплинным комплексом на Долгой горе — один из крупнейших комплексов России, входит в рейтинг «100 лучших трамплинов мира», был открыт 16 февраля 2013 года[80].
- Спорткомплекс «Металлург-Форум» (Малая Кушва)
- Ледовый дворец спорта имени В. К. Сотникова (Вагонка)
- Мини-футбольный клуб «Салют-НТИИМ-КХМ»
- Футбольный клуб «Уралец»
- Женский баскетбольный и волейбольный клуб «Уралочка-НТМК»
- Клуб спортивного туризма «Полюс» (включает школу гребного слалома и альпинизма)
- Спортивный клуб «Спутник» (включает в себя комплексные ДЮСШ по лёгкой атлетике, лыжным гонкам, боксу, тяжёлой атлетике, плаванию)

## Религия

### Русская Православная Церковь
Нижний Тагил — центр Нижнетагильской епархии Русской Православной Церкви. В городе находится здание епархиального управления. Помимо него есть несколько отделов епархии, находящихся в других районах Нижнего Тагила.
В Минюсте РФ официально зарегистрированы (на 19 мая 2016 года) следующие религиозные организации:

#### Храмы
- Свято-Троицкий Кафедральный собор (ул. Трудовая, д. 3);
- Собор в честь иконы Казанской Божией Матери (Казанский монастырь, ул. Выйская, д. 32);
- Крестовоздвиженский собор (Скорбященский монастырь, ул. Красногвардейская, д. 55в);
- Единоверческий храм во имя Святителя Николая Чудотворца (ул. Радужная, д. 2а);
- Храм во имя святого благоверного князя Александра Невского (ул. Совхозная, д. 5);
- Храм во имя святого благоверного князя Димитрия Донского (Восточное шоссе, д. 28/6);
- Храм Воскресения Христова (ул. Лесная, д. 20);
- Храм во имя святого Сергия Радонежского (ул. Металлургов, д. 32);
- Храм святого Алексия (санаторий «Ключики»);
- Храм во имя иконы Божией Матери «Живоносный источник» (ул. Константина Пылаева, д. 23);
- Храм во имя святых Царственных Страстотерпцев (ул. Зари, д. 13);
- Храм во имя святого великомученика и целителя Пантелеймона (ул. 7 квартал, д. 17);
- Скорбященская церковь (Скорбященский монастырь, ул. Красногвардейская, д. 55г);
- Крещенская церковь храма Воскресения Христова (ул. Лесная, 20/1);
- Георгиевская тюремная церковь (при учреждении УЩ 12);
- Наталиинская тюремная церковь (при учреждении УЩ 6);
- Николаевская тюремная церковь (при учреждении УЩ 13);
- Феодоровская тюремная церковь (при учреждении УЩ 5).

#### Приходы
- Приход во имя святого Луки Архиепископа Симферопольского (ул. Балакинская, д. 22);
- Приход во имя всех святых в Земле Российской просиявших (ул. Черных, д. 30);
- Приход во имя святителя Николая архиепископа Мир Ликийских Чудотворца (ул. Циолковского, д. 43);
- Приход во имя святителя Николая Чудотворца (ул. Победы, д. 29/1);
- Приход во имя святой великомученицы Екатерины (ул. Лебяжинская, д. 13);
- Приход во Имя входа Господня в Иерусалим (ул. Ленина 2б);
- Приход во имя святителя Николая Чудотворца и святого великомученика и целителя Пантелеймона (ул. Красноармейская, д. 80);
- Приход во имя святителя Николая Чудотворца и святого великомученика и целителя Пантелеймона (ул. Горошникова, д. 37);
- Приход во имя святой великомученицы Екатерины (ул. Пархоменко, д. 21);
- Приход во имя святой великомученицы Татианы (ул. Карла Маркса, д. 63а);
- Приход во имя святого великомученика Георгия Победоносца (ул. Каспийская, д. 27а).

#### Монастыри
- Казанский мужской монастырь (ул. Выйская, д. 32);
- Скорбященский женский монастырь (ул. Красногвардейская, д. 55).

#### Часовни
- Часовня святого Иова (восстанавливается);
- Часовня при пансионате «Тагильский» (ул. Красногвардейская, д. 57в).

### Неправославные христианские религиозные организации
В Минюсте РФ официально зарегистрированы (на 19 мая 2016 года) следующие религиозные организации:
- Местная религиозная организация Римско-католический приход «Во Имя Фатимской Божьей Матери» (ул. Володарского, д. 11, корп. А)
- Местная религиозная организация «Нижнетагильская община Новоапостольской церкви» (ул. Черных, д. 25/а)
- Местная религиозная организация Церковь Христиан-Адвентистов Седьмого Дня г. Нижнего Тагила (ул. Соревнований, д. 87)
- Местная религиозная организация Церковь евангельских христиан-баптистов «Дом Божий» города Нижнего Тагила Свердловской области (ул. Долинная, д. 37)
- Местная религиозная организация Миссия Благотворительности и Милосердия Христиан веры Евангельской «Евангелист» г. Нижний Тагил (ул. Добролюбова 23)
- Местная религиозная организация Нижнетагильская Церковь Христиан Веры Евангельской (ул. Кирова, д. 25)
- Централизованная Религиозная Организация «Ассоциация Церквей Христиан Веры Евангельской Свердловской области» (ул. Кирова, д. 25)
- Местная религиозная организация Евангелическо-Лютеранская община г. Нижний Тагил (ул. Победы, д. 12)[82]
- Местная религиозная организация церковь евангельских христиан «Утренняя звезда» г. Нижнего Тагила (ул. Волгоградская, 3)
- Местная религиозная организация христиан веры евангельской (пятидесятников) церковь «Дерево Жизни» г. Нижний Тагил (ул. Победы, д. 51)
- Местная религиозная организация Церковь Христиан Веры Евангельской «Церковь Божья» г. Нижний Тагил (пр. Ленинградский, д. 8)
- Местная религиозная организация Церковь Христиан Веры Евангельской (пятидесятников) «Иисуса Христа» г. Нижний Тагил (ул. Оплетина, д. 12)
- Местная религиозная организация Церковь Христиан Веры Евангельской (пятидесятников) «Слово Истины» г. Нижнего Тагила (ул. Исинская, д. 16)
- Местная религиозная организация Свидетелей Иеговы «Нижний Тагил» (ул. Победы, д. 6)

### Нехристианские религиозные учреждения
В Минюсте РФ официально зарегистрированы (на 19 мая 2016 года) следующие религиозные организации:
- Местная мусульманская организация «Ихлас» г. Нижнего Тагила (ул. Пархоменко, д. 38);
- Местная мусульманская организация «Махалля» г. Нижнего Тагила (ул. Восточная, д. 11);
- Местная еврейская община г. Нижнего Тагила «Алеф» (пр. Ленина, д. 4а);
- Местная индуистская организация г. Нижнего Тагила «Общество сознания Кришны» (ул. Газетная, д. 77а);
- Местная буддийская организация «Путь Будды» (ул. Аганичева, д. 36).

Существуют сведения о наличии медресе при мусульманской общине «Махалля».
Имеются члены нерегистрированной религиозной организации Еговистов-Ильинцев.

### Галерея

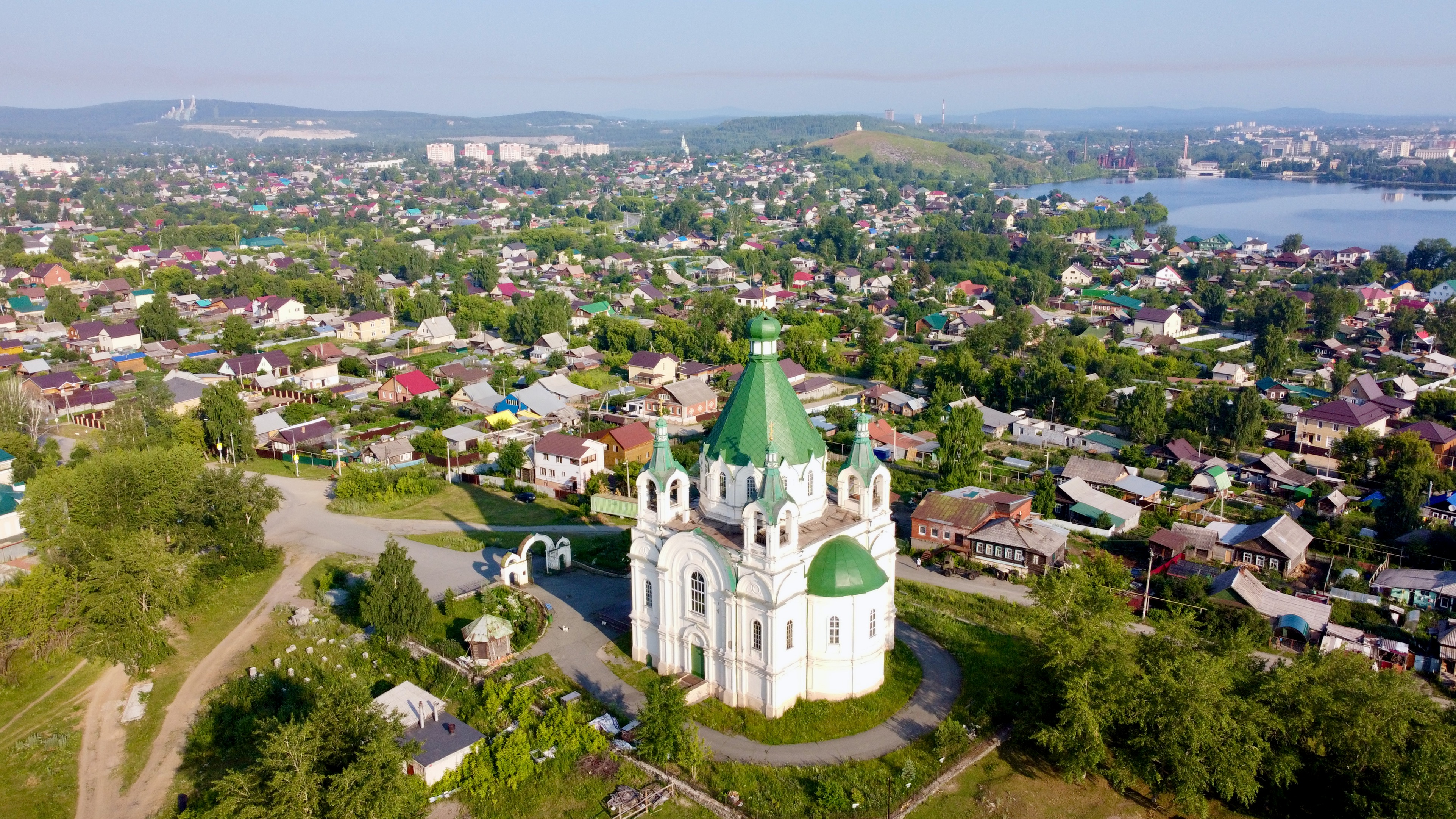
Храм Александра Невского
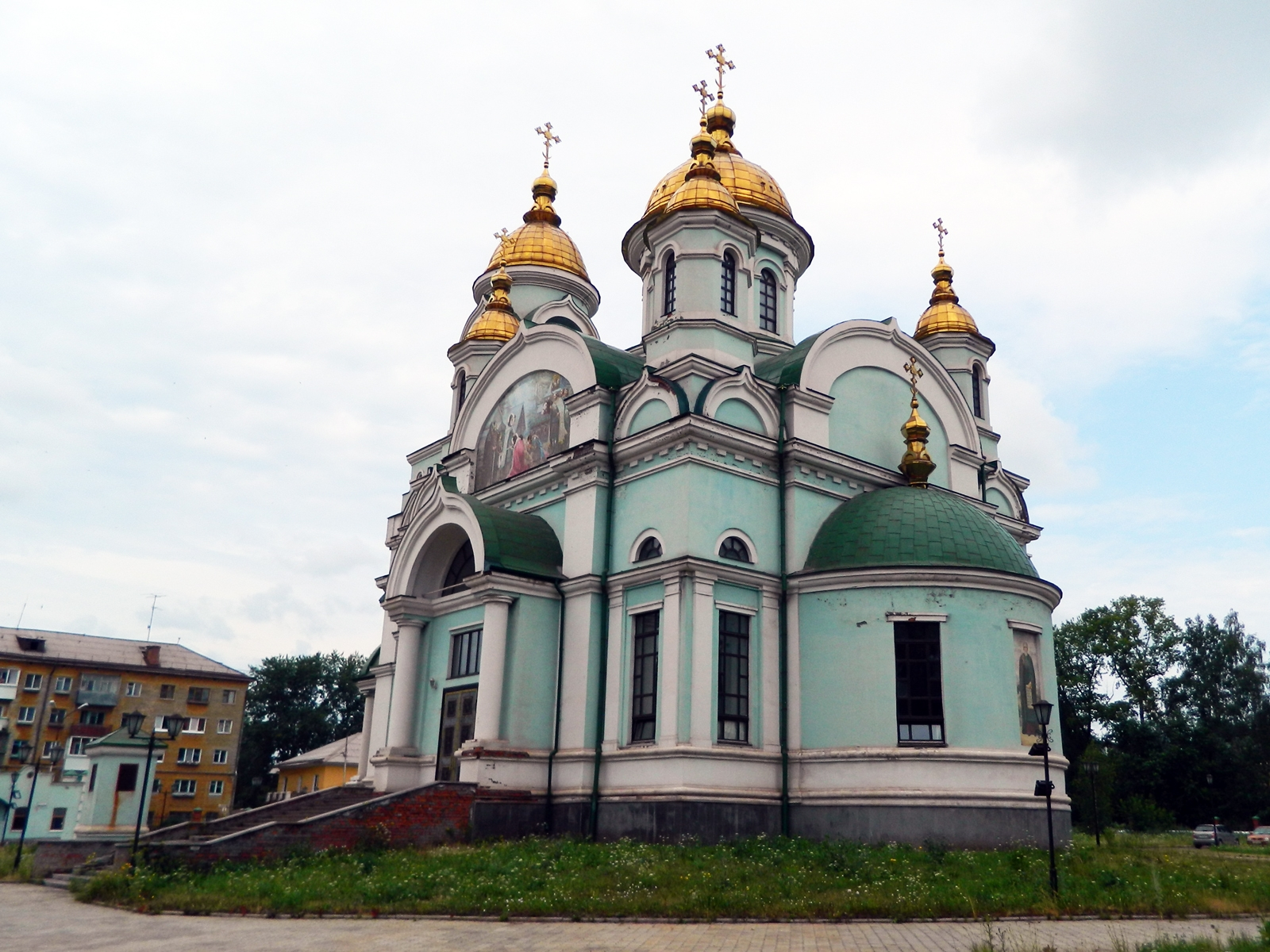
Храм Сергия Радонежского
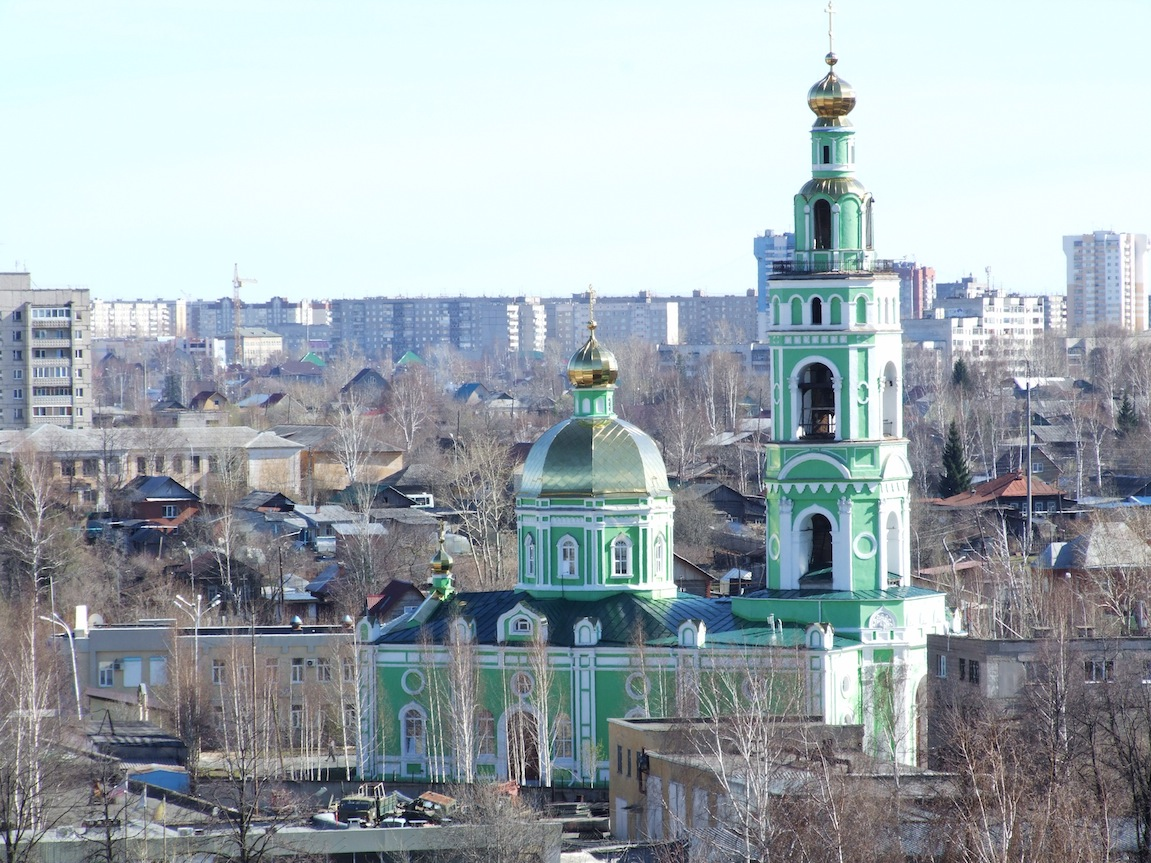
Свято-Троицкий кафедральный собор
Храм Дмитрия Донского возле УВЗ
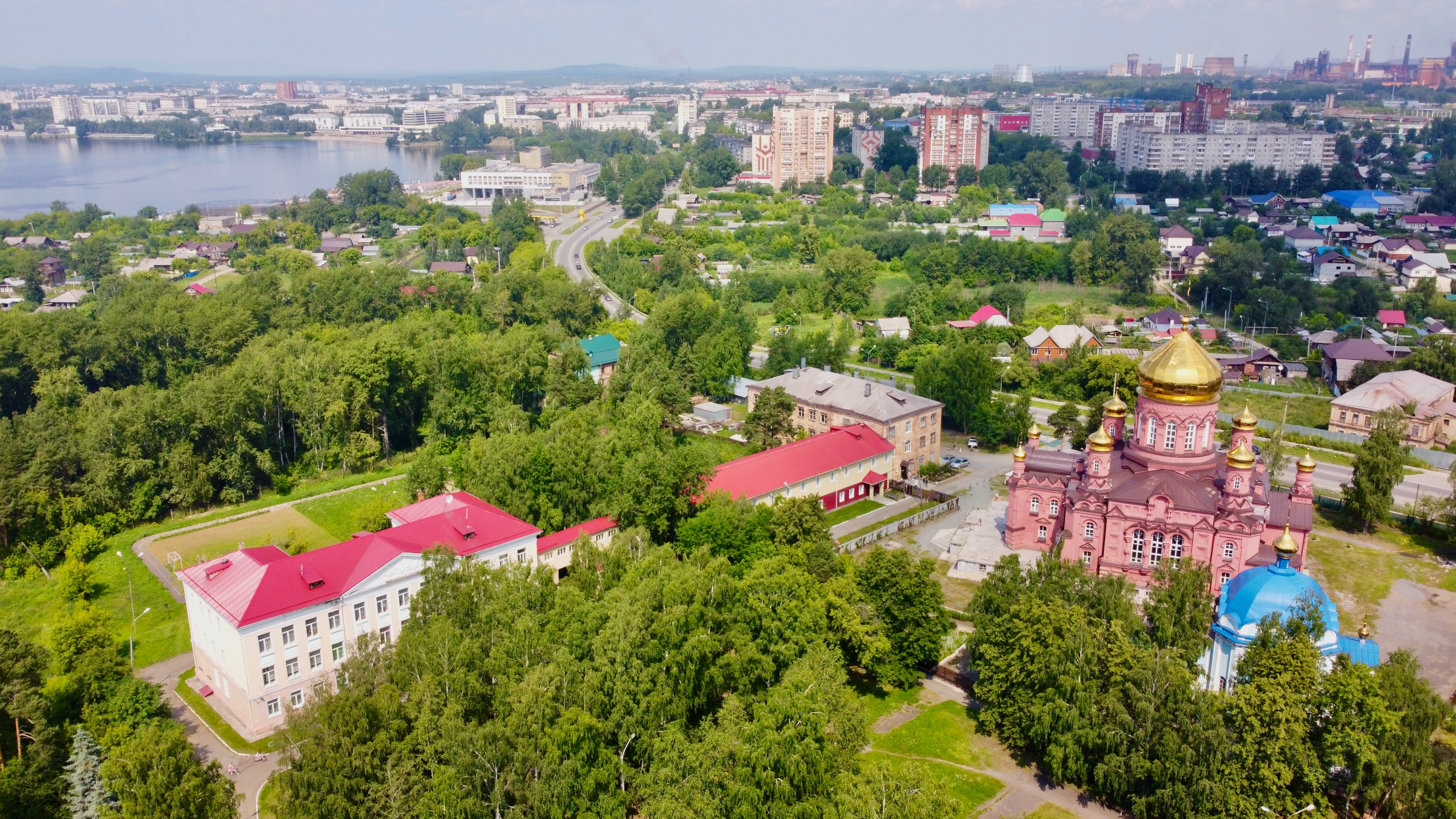
Скорбященский женский монастырь
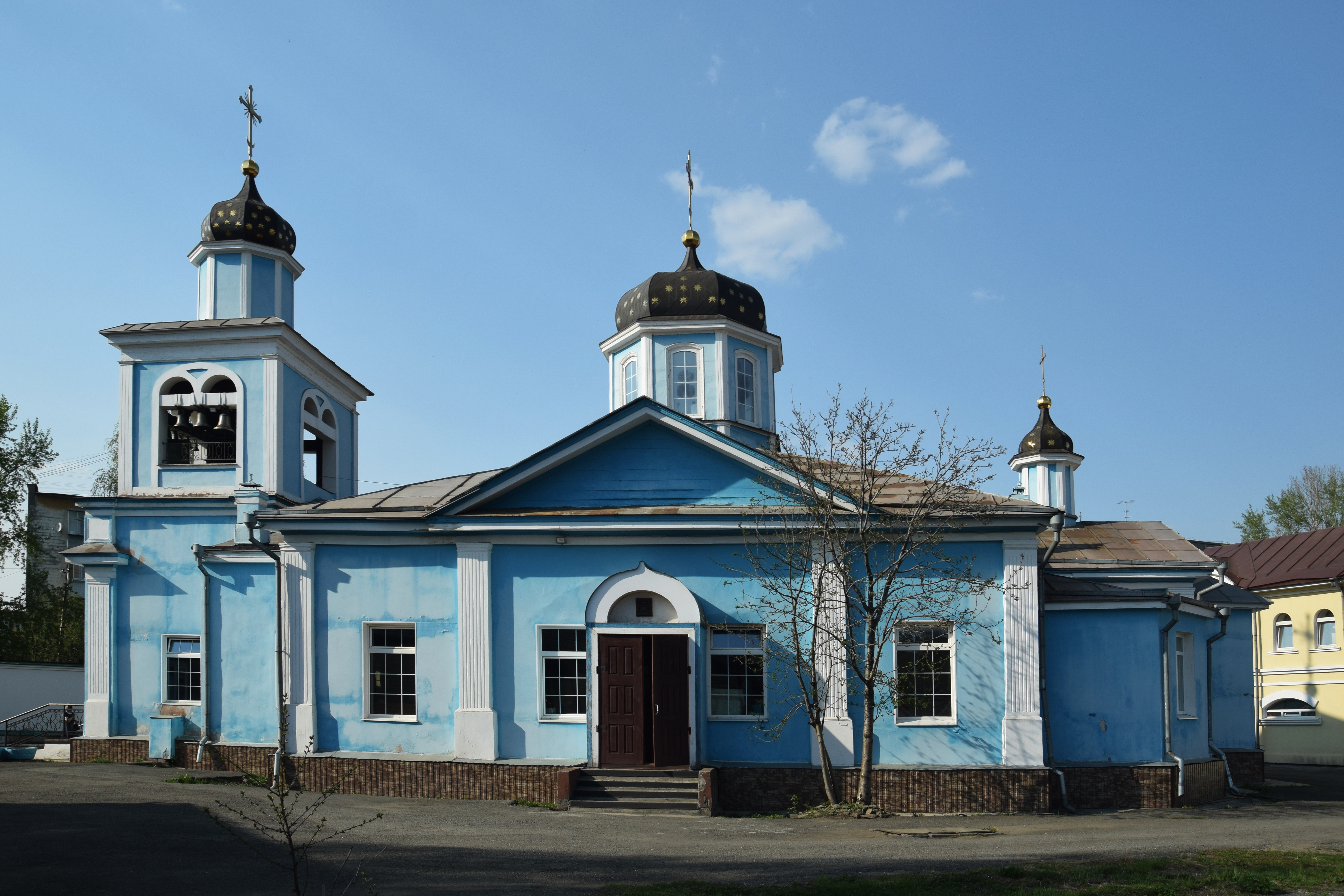
Казанский собор в Казанском монастыре
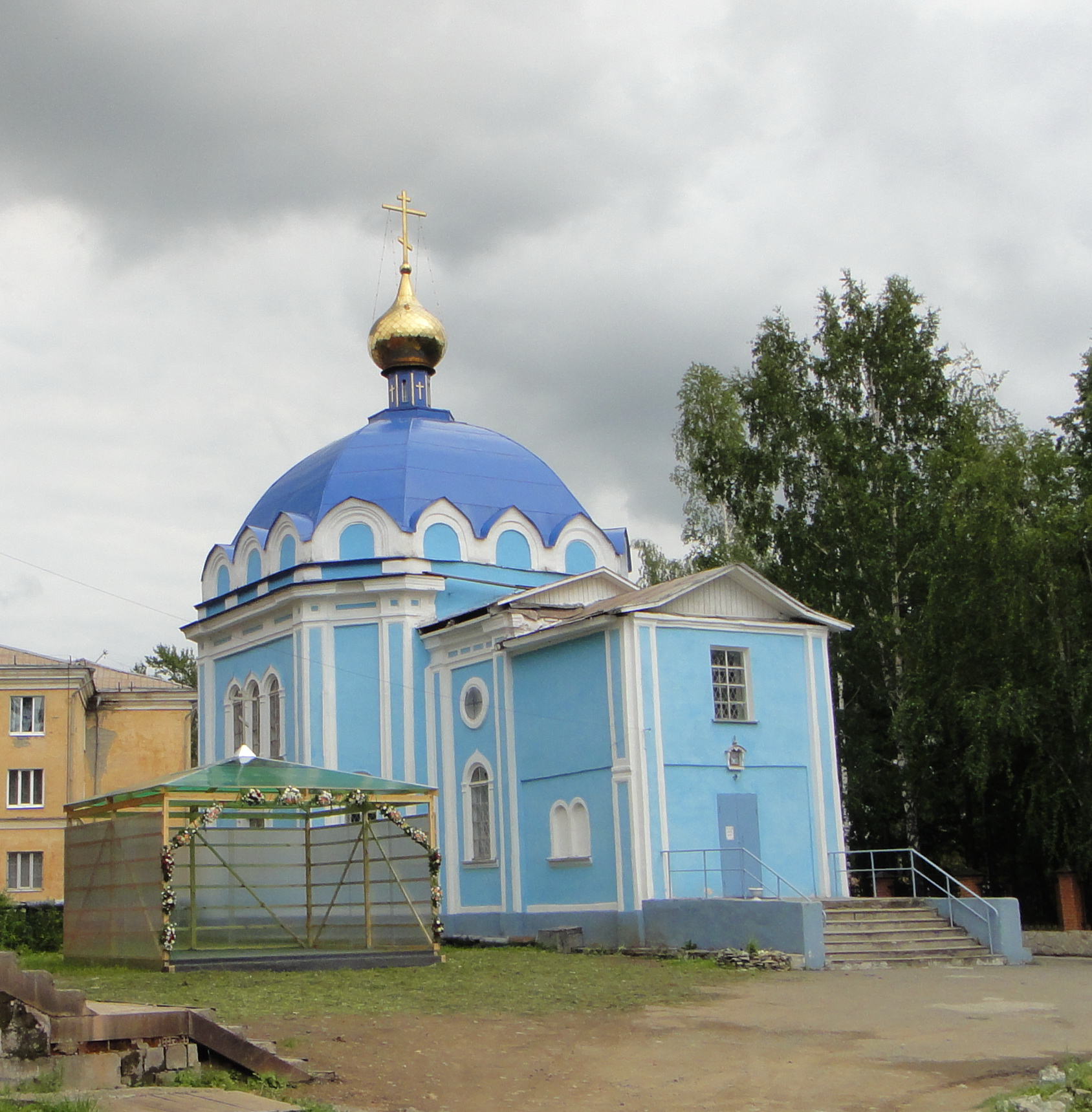
Скорбященская церковь в Скорбященском монастыре

## Города-побратимы
- Новокузнецк (Кемеровская область, Россия)
- Брест (Беларусь)
- Чаттануга (Теннесси, США)
- Франтишкови-Лазне (Чехия)
- / Евпатория (Россия/Украина[84]) — 2019
- Бобруйск (Беларусь) — 2022[85]
- Луганск (Украина[86]) — 2022

### Бывшие города-побратимы
Разорвали отношения в 2022 году после вторжения России на Украину:
- Хеб (Карловарский край, Чехия)[87][88].
- Марианске-Лазне, (Чехия)[89].
- Кривой Рог (Днепропетровская область, Украина[90]